# Albi fuori serie di Dylan Dog
Gli albi fuori serie di Dylan Dog sono pubblicazioni che la Sergio Bonelli Editore ha deciso di affiancare alla serie regolare di Dylan Dog che presentano storie inedite:
- Speciale Dylan Dog: collana di albi annuali di 128 o 160 pagine contenenti solitamente un'unica storia. Inizialmente vi erano allegati degli albi di formato ridotto, non a fumetti, incentrati su vari argomenti legati al genere horror, intitolati L'Enciclopedia della Paura, successivamente sostituiti da albi di 32 pagine a fumetti con protagonista Groucho, allegati fino al 13º volume; a partire dal 14º numero non sono più presenti allegati, ma il numero di pagine aumenta fino a 160; dal n. 29 del 2015 contiene storie ambientate nel futuro in un mondo popolato da zombi come già presentato sui numeri 2 e 10 della collana Color Fest e sul n. 22 della collana Gigante e la testata diventa Speciale Dylan Dog - Il pianeta dei morti.[1][2][3] Dopo il settimo albo, la saga viene sospesa a tempo indeterminato, di conseguenza lo Speciale del 2022 ritorna alla precedente versione.
- Almanacco della Paura: collana di albi annuali dedicati al personaggio e pubblicati all'interno della Collana Almanacchi i quali, oltre a contenere una storia a fumetti, includono anche recensioni cinematografiche e letterarie e rubriche del genere horror. Viene sostituito nel 2015 dal Dylan Dog Magazine.[4][5][6]
- Dylan Dog Magazine: dal 2015 sostituisce l'Almanacco presentando storie incentrate sull'ex ispettore Bloch e nelle quali Dylan Dog funge da spalla[6][7] fino al quinto albo, dove si chiude questo ciclo narrativo. Dal sesto le storie vengono collegate al reboot avvenuto a partire dal n. 401 della serie regolare. Dal 2023 viene sostituito dall'Enciclopedia della Paura.
- L'enciclopedia della paura: dal 2023 sostituisce il Magazine, presentando 3 storie inedite.
- Dylan Dog Gigante: collana annuale in formato extra di 244 pagine pubblicata per 22 numeri dal 1993 al 2013; presentava da una a cinque storie.[8][9][10]
- Maxi Dylan Dog - Maxi Dylan Dog Old Boy - Dylan Dog: OldBoy: collana di albi annuali di 292 pagine contenente tre storie complete a fumetti fino al n.21. Dal numero successivo la collana viene rinominata Maxi Dylan Dog Old Boy, con periodicità quadrimestrale e dedicata a storie ambientate nel periodo precedente al pensionamento di Bloch.[11][12][13] Le storie pubblicate rimangono tre, con le uniche eccezioni del n. 28, contenente sei storie, e del n. 30, contenente un'unica storia divisa in tre parti, nello stesso numero di pagine. Dal numero 39 la collana cambia nuovamente nome in Dylan Dog: OldBoy, divenendo bimestrale e con all'interno due storie, mentre rimane invariata l'ambientazione del personaggio.[14] Inoltre, pur rimanendo all'interno della testata Maxi, la numerazione riparte da uno. Questa versione dell'OldBoy chiude col numero 29 per essere sostituita da una nuova versione di 98 pagine e contenente un'unica storia, quindi con medesimo formato della serie regolare, ricominciando la numerazione da uno, ma mantenendo invariato il nome della testata.
- Dylan Dog Color Fest: collana di albi prima annuale e poi semestrale, dedicata a Dylan Dog, con storie a fumetti interamente a colori realizzate, fra gli altri, anche da noti sceneggiatori e disegnatori che non si erano mai cimentati con il personaggio; dal 2016 gli albi diventano trimestrali e con storie di lunghezza variabile.[15][16][17]
- One shot: Dylan Dog & Martin Mystère: crossover One shot dedicato agli incontri tra Dylan Dog e Martin Mystère.[18][19] I primi due albi non appartengono a nessuna collana Bonelli, mentre il terzo esce come albo n.10 della collana Maxi Martin Mystere.
- Dylan Dog Super Book: albi trimestrali e, dal 2006, quadrimestrali, in formato cartonato e con numero di pagine variabile, pubblicati per 75 numeri dal 1997 al 2018. Vengono ristampate tutte le storie fuori serie uscite nelle suddette collane, oltre a storie pubblicate su altri albi, come crossover e similari, nonché quelle pubblicate per iniziative particolari come diari, riviste, mostre, ecc.
- Dylan Dog presenta: Daryl Zed: mini serie spin-off di 6 albi a colori di 32 pagine, dedicata al personaggio apparso nel numero 69 della serie regolare Caccia alle Streghe. In seguito al remake di questo albo, scritto da Tito Faraci e disegnato da Nicola Mari, intitolato Caccia agli inquisitori e pubblicato sul Color Fest n. 22, la Bonelli decide di pubblicare questa miniserie il cui numero zero, ad opera degli stessi autori, è uscito nelle fumetterie per il Free Comic Book Day 2019. La serie debutta e si conclude nel 2020, scritta sempre da Tito Faraci e disegnata da Nicola Mari, Angelo Stano e Werther Dell'Edera,[20] ed è successivamente raccolta in un unico volume[21] che viene pubblicato solamente nel 2025.
- Dylan Dog/Batman: Il primo crossover tra Bonelli e DC Comics che si concretizza in una miniserie di 3 albi in uscita nel 2023. Il numero 0, intitolato Relazioni pericolose, è stato scritto da Roberto Recchioni, disegnato da Gigi Cavenago e Werther Dell'Edera e distribuito in esclusiva al Lucca Comics and Games 2019 in due variant di copertina, una con rappresentati Dylan Dog e Batman e l'altra con i corrispettivi villain Xabaras e Joker.[22] Si tratta di albi a colori nel classico formato bonellide di 96 pagine, per questo motivo il numero 0 viene poi ripubblicato a dicembre 2019 per le edicole con l'inserimento di 3 storie già edite.[23]

## Speciale Dylan Dog
| Nr. | Anno | Titolo                       | Soggetto                                    | Sceneggiatura                   | Disegni                           | Copertina         | Note |
| --- | ---- | ---------------------------- | ------------------------------------------- | ------------------------------- | --------------------------------- | ----------------- | --- |
| 1   | 1987 | Il Club dell'Orrore          | Tiziano Sclavi (da un'idea di Decio Canzio) | Tiziano Sclavi                  | Corrado Roi                       | Claudio Villa     | in allegato è presente il volumetto "L'orrore dalla A alla Z" (a cura di Ferruccio Alessandri)                                       |
| 2   | 1988 | Gli orrori di Altroquando    | Tiziano Sclavi                              | Tiziano Sclavi                  | Attilio Micheluzzi                | Claudio Villa     | in allegato è presente il volumetto "Il Diavolo dalla A alla Z" (a cura di Ferruccio Alessandri)                                     |
| 3   | 1989 | Orrore nero                  | Tiziano Sclavi                              | Tiziano Sclavi e Luigi Mignacco | Giovanni Freghieri                | Claudio Villa     | in allegato è presente il volumetto "Il cinema horror dalla A alla Z" (a cura di Michele Medda, Antonio Serra, Bepi Vigna)           |
| 4   | 1990 | Mefistofele                  | Tiziano Sclavi                              | Tiziano Sclavi                  | Corrado Roi                       | Angelo Stano      | in allegato è presente il volumetto "I mostri dalla A alla Z" (a cura di Franco Fossati)                                             |
| 5   | 1991 | La casa degli uomini perduti | Tiziano Sclavi                              | Tiziano Sclavi                  | Giampiero Casertano               | Angelo Stano      | in allegato è presente il volumetto "La letteratura horror dalla A alla Z" (a cura di Mauro Boselli).                                |
| 6   | 1992 | Sette anime dannate          | Tiziano Sclavi                              | Tiziano Sclavi                  | Corrado Roi                       | Angelo Stano      | in allegato è presente un volumetto con una storia dedicata a Groucho intitolata "La cosa misteriosa che vive dietro il frigorifero" |
| 7   | 1993 | Sogni                        | Tiziano Sclavi                              | Tiziano Sclavi                  | Giovanni Freghieri                | Angelo Stano      | in allegato è presente un volumetto con una storia dedicata a Groucho intitolata "Horrorpoppin"                                      |
| 8   | 1994 | Labirinti di paura           | Claudio Chiaverotti                         | Claudio Chiaverotti             | Corrado Roi                       | Angelo Stano      | in allegato è presente un volumetto con una storia dedicata a Groucho intitolata "L'uomo con la bombetta"                            |
| 9   | 1995 | I vivi e i morti             | Luigi Mignacco                              | Luigi Mignacco                  | Luigi Siniscalchi                 | Angelo Stano      | in allegato è presente un volumetto con una storia dedicata a Groucho intitolata "Non urlate a quella porta"                         |
| 10  | 1996 | Il monastero                 | Claudio Chiaverotti                         | Claudio Chiaverotti             | Giovanni Freghieri                | Angelo Stano      | in allegato è presente un volumetto con una storia dedicata a Groucho intitolata "Per chi suona il campanello"                       |
| 11  | 1997 | Il treno dei dannati         | Pasquale Ruju                               | Pasquale Ruju                   | Luigi Piccatto                    | Angelo Stano      | in allegato è presente un volumetto con una storia dedicata a Groucho intitolata "Love Story"                                        |
| 12  | 1998 | La preda umana               | Gianfranco Manfredi                         | Gianfranco Manfredi             | Giovanni Freghieri                | Angelo Stano      | in allegato è presente un volumetto con una storia dedicata a Groucho intitolata "Il cavaliere di sventura"                          |
| 13  | 1999 | Goliath                      | Pasquale Ruju                               | Pasquale Ruju                   | Nicola Mari                       | Angelo Stano      | in allegato è presente un volumetto con una storia dedicata a Groucho intitolata "Sotto il vestito troppo"                           |
| 14  | 2000 | Il Padrone della Luce        | Pasquale Ruju                               | Pasquale Ruju                   | Luigi Piccatto                    | Angelo Stano      | |
| 15  | 2001 | Sulla rotta di Moby Dick     | Tito Faraci                                 | Tito Faraci                     | Bruno Brindisi                    | Angelo Stano      | |
| 16  | 2002 | Dov'è finito Dylan Dog?      | Pasquale Ruju                               | Pasquale Ruju                   | Giovanni Freghieri                | Angelo Stano      | |
| 17  | 2003 | La fortezza del demone       | Tito Faraci                                 | Tito Faraci                     | Fabio Celoni                      | Angelo Stano      | |
| 18  | 2004 | La scelta                    | Paola Barbato                               | Paola Barbato                   | Luigi Piccatto                    | Angelo Stano      | |
| 19  | 2005 | La peste                     | Paola Barbato                               | Paola Barbato                   | Corrado Roi                       | Angelo Stano      | |
| 20  | 2006 | Licantropia                  | Gianluigi Gonano                            | Gianluigi Gonano                | Ugolino Cossu                     | Angelo Stano      | |
| 21  | 2007 | Reality Show                 | Michele Medda                               | Michele Medda                   | Luigi Piccatto e Giorgio Sommacal | Angelo Stano      | |
| 22  | 2008 | Profondo blu                 | Pasquale Ruju                               | Pasquale Ruju                   | Giovanni Freghieri                | Angelo Stano      | |
| 23  | 2009 | L'angelo caduto              | Pasquale Ruju                               | Pasquale Ruju                   | Nicola Mari                       | Angelo Stano      | |
| 24  | 2010 | Il santuario                 | Paola Barbato                               | Paola Barbato                   | Giovanni Freghieri                | Angelo Stano      | |
| 25  | 2011 | La piramide capovolta        | Giuseppe De Nardo                           | Giuseppe De Nardo               | Corrado Roi                       | Angelo Stano      | |
| 26  | 2012 | Viaggio senza speranza       | Giovanni Gualdoni                           | Giovanni Gualdoni               | Luigi Piccatto                    | Angelo Stano      | |
| 27  | 2013 | La Bomba!                    | Giovanni Gualdoni                           | Giovanni Gualdoni               | Bruno Brindisi                    | Angelo Stano      | |
| 28  | 2014 | Scritti nella sabbia         | Giovanni Di Gregorio                        | Giovanni Di Gregorio            | Giovanni Freghieri                | Angelo Stano      | |
| 29  | 2015 | La casa delle memorie        | Alessandro Bilotta                          | Alessandro Bilotta              | Giampiero Casertano               | Massimo Carnevale | Primo Speciale dedicato alla serie Il pianeta dei morti                                                                              |
| 30  | 2016 | La fine è il mio inizio      | Alessandro Bilotta                          | Alessandro Bilotta              | Giulio Camagni                    | Massimo Carnevale | Secondo Speciale dedicato alla serie Il pianeta dei morti                                                                            |
| 31  | 2017 | Nemico pubblico n.1          | Alessandro Bilotta                          | Alessandro Bilotta              | Sergio Gerasi                     | Marco Mastrazzo   | Terzo Speciale dedicato alla serie Il pianeta dei morti                                                                              |
| 32  | 2018 | Nel nome del figlio          | Alessandro Bilotta                          | Alessandro Bilotta              | Giampiero Casertano               | Marco Mastrazzo   | Quarto Speciale dedicato alla serie Il pianeta dei morti                                                                             |
| 33  | 2019 | Saluti da Undead             | Alessandro Bilotta                          | Alessandro Bilotta              | Paolo Bacilieri                   | Marco Mastrazzo   | Quinto Speciale dedicato alla serie Il pianeta dei morti                                                                             |
| 34  | 2020 | La grande consolazione       | Alessandro Bilotta                          | Alessandro Bilotta              | Carlo Ambrosini                   | Marco Mastrazzo   | Sesto Speciale dedicato alla serie Il pianeta dei morti                                                                              |
| 35  | 2021 | Una risata vi resusciterà    | Alessandro Bilotta                          | Alessandro Bilotta              | Sergio Gerasi                     | Marco Mastrazzo   | Settimo Speciale dedicato alla serie Il pianeta dei morti                                                                            |
| 36  | 2022 | Il progetto Hicks            | Alessandro Bilotta                          | Alessandro Bilotta              | Nicola Mari                       | Marco Mastrazzo   | |
| 37  | 2023 | Una storia d'orrore          | Alessandro Bilotta                          | Alessandro Bilotta              | Sergio Gerasi                     | Marco Mastrazzo   | |
| 38  | 2024 | La somiglianza degli opposti | Alessandro Bilotta                          | Alessandro Bilotta              | Giorgio Pontrelli                 | Emiliano Tanzillo | |
| 39  | 2025 | Ai confini del crepuscolo    | Alessandro Bilotta                          | Alessandro Bilotta              | Nicola Mari                       | Emiliano Tanzillo | |

## L'enciclopedia della Paura
Tutte le copertine sono di Fabrizio De Tommaso
| Nr. | Anno | Titolo              | Soggetto            | Sceneggiatura       | Disegni                         |
| --- | ---- | ------------------- | ------------------- | ------------------- | ------------------------------- |
| 1   | 2023 | Ombre e nebbie      | Alessandro Russo    | Alessandro Russo    | Luigi Siniscalchi               |
| 1   | 2023 | Anime di pietra     | Sveva Simeone       | Sveva Simeone       | Nicola Mari                     |
| 1   | 2023 | Il cacciatore       | Dario Sicchio       | Dario Sicchio       | Corrado Roi                     |
| 2   | 2024 | Le verità sepolte   | Claudio Chiaverotti | Claudio Chiaverotti | Piero Dall'Agnol, Renato Riccio |
| 2   | 2024 | I denti della notte | Bruno Enna          | Bruno Enna          | Fabiana Fiengo                  |
| 2   | 2024 | Cadavere vivente    | Giancarlo Marzano   | Giancarlo Marzano   | Davide Furnò                    |

## Dylan Dog: OldBoy(nuova serie)
| Nr. | Anno | Titolo                        | Soggetto e Sceneggiatura       | Disegni                              | Copertina     |
| --- | ---- | ----------------------------- | ------------------------------ | ------------------------------------ | ------------- |
| 1   | 2025 | Skinwalker                    | Bruno Enna                     | Gianluca Acciarino                   | Marco Nizzoli |
| 2   | 2025 | Il contrario e l'opposto      | Alessandro Bilotta             | Sergio Ponchione                     | Marco Nizzoli |
| 3   | 2025 | Amabili ricordi               | Rita Poretto & Silvia Mericone | Marco Soldi                          | Marco Nizzoli |
| 4   | 2025 | Il mondo di un sogno migliore | Luca Vanzella                  | Piero Dall'Agnol & Giorgio Pontrelli | Marco Nizzoli |

## Dylan Dog Color Fest
| Nr. | Titolo                                            | Anno | Soggetto e Sceneggiatura                               | Disegni                                 | Colori                                    | Copertina                      | Note |
| --- | ------------------------------------------------- | ---- | ------------------------------------------------------ | --------------------------------------- | ----------------------------------------- | ------------------------------ | --- |
| 1   | Dylan in Wonderland                               | 2007 | Giovanni Gualdoni                                      | Bruno Brindisi                          | Studio Tenderini                          | Gabriele Dell'Otto             | |
| 1   | Fuori tempo massimo                               | 2007 | Roberto Recchioni                                      | Massimo Carnevale                       | Massimo Carnevale                         | Gabriele Dell'Otto             | |
| 1   | L'Accalappiasogni                                 | 2007 | Tito Faraci                                            | Davide Gianfelice                       | Studio Tenderini                          | Gabriele Dell'Otto             | |
| 1   | Il vampiro dei colori                             | 2007 | Giovanni Di Gregorio                                   | Giampiero Casertano                     | Studio Tenderini                          | Gabriele Dell'Otto             | |
| 2   | Il pianeta dei morti                              | 2008 | Alessandro Bilotta                                     | Carmine Di Giandomenico                 | Studio Tenderini                          | Tanino Liberatore              | La storia Il pianeta dei morti darà poi origine alla serie omonima, proseguita sul Color Fest numero 10 e sul Gigante numero 22 prima di diventare una serie fissa a partire dallo Speciale 29 |
| 2   | Videokiller                                       | 2008 | Paola Barbato                                          | Angelo Stano                            | Angelo Stano                              | Tanino Liberatore              | La storia Il pianeta dei morti darà poi origine alla serie omonima, proseguita sul Color Fest numero 10 e sul Gigante numero 22 prima di diventare una serie fissa a partire dallo Speciale 29 |
| 2   | Il mago degli affari                              | 2008 | Pasquale Ruju                                          | Nicola Mari                             | Studio Tenderini                          | Tanino Liberatore              | La storia Il pianeta dei morti darà poi origine alla serie omonima, proseguita sul Color Fest numero 10 e sul Gigante numero 22 prima di diventare una serie fissa a partire dallo Speciale 29 |
| 2   | L'Inferno in Terra                                | 2008 | Giovanni Gualdoni                                      | Roberto De Angelis                      | Studio Rudoni                             | Tanino Liberatore              | La storia Il pianeta dei morti darà poi origine alla serie omonima, proseguita sul Color Fest numero 10 e sul Gigante numero 22 prima di diventare una serie fissa a partire dallo Speciale 29 |
| 3   | Nemici per sempre                                 | 2009 | Tito Faraci                                            | Giuseppe Camuncoli                      | Fabio D'Auria                             | Sergio Toppi                   | Nella storia Il buio nell'anima compare Mana Cerace, personaggio già apparso negli albi 34 e 68 della serie regolare. |
| 3   | La fiaba nera                                     | 2009 | Bruno Enna                                             | Corrado Roi                             | Maria Lorenza Chidini                     | Sergio Toppi                   | Nella storia Il buio nell'anima compare Mana Cerace, personaggio già apparso negli albi 34 e 68 della serie regolare. |
| 3   | La sposa del diavolo                              | 2009 | Corrado Mastantuono                                    | Corrado Mastantuono                     | Nicola Pasquetto                          | Sergio Toppi                   | Nella storia Il buio nell'anima compare Mana Cerace, personaggio già apparso negli albi 34 e 68 della serie regolare. |
| 3   | Il buio nell'anima                                | 2009 | Claudio Chiaverotti                                    | Patrizio Evangelisti                    | Patrizio Evangelisti                      | Sergio Toppi                   | Nella storia Il buio nell'anima compare Mana Cerace, personaggio già apparso negli albi 34 e 68 della serie regolare. |
| 4   | Manichini                                         | 2010 | Tito Faraci                                            | Giorgio Cavazzano                       | Luca Bertelè Manuela Nerolini             | Silver                         | Primo Color Fest tematico intitolato Humor e contenente quindi quattro storie di carattere umoristico |
| 4   | Una situazione pesante                            | 2010 | Lorenzo Bartoli                                        | Massimo Carnevale                       | Massimo Carnevale                         | Silver                         | Primo Color Fest tematico intitolato Humor e contenente quindi quattro storie di carattere umoristico |
| 4   | Morire dal ridere                                 | 2010 | Bruno Enna                                             | Fabio Celoni                            | Fabio D'Auria                             | Silver                         | Primo Color Fest tematico intitolato Humor e contenente quindi quattro storie di carattere umoristico |
| 4   | La lettera bianca                                 | 2010 | Giovanni Gualdoni                                      | Corrado Mastantuono                     | Nicola Pasquetto                          | Silver                         | Primo Color Fest tematico intitolato Humor e contenente quindi quattro storie di carattere umoristico |
| 5   | Il grido muto                                     | 2010 | Pasquale Frisenda e Luigi Mignacco                     | Pasquale Frisenda                       | Pasquale Frisenda                         | Milo Manara                    | |
| 5   | Lacrima di stella                                 | 2010 | Giancarlo Marzano                                      | Daniele Caluri                          | Chiara Fabbri Colabich e Cristina Toniolo | Milo Manara                    | |
| 5   | Cattiva sorte                                     | 2010 | Diego Cajelli                                          | Daniele Bigliardo                       | Daniele Bigliardo                         | Milo Manara                    | |
| 5   | L'uomo che non c'è                                | 2010 | Giovanni Gualdoni                                      | Marco Nizzoli                           | Fabio D'Auria                             | Milo Manara                    | |
| 6   | La villa degli amanti                             | 2011 | Vanna Vinci                                            | Vanna Vinci                             | Vanna Vinci                               | Laura Zuccheri                 | Secondo Color Fest tematico intitolato Femmes fatales, contenente quattro storie scritte da sceneggiatrici |
| 6   | La camera chiusa                                  | 2011 | Rita Porretto e Silvia Mericone                        | Simona Denna                            | Chiara Fabbri Colabich                    | Laura Zuccheri                 | Secondo Color Fest tematico intitolato Femmes fatales, contenente quattro storie scritte da sceneggiatrici |
| 6   | La predatrice                                     | 2011 | Paola Barbato                                          | Laura Airaghi                           | Stefania Faccio                           | Laura Zuccheri                 | Secondo Color Fest tematico intitolato Femmes fatales, contenente quattro storie scritte da sceneggiatrici |
| 6   | Tagli aziendali                                   | 2011 | Chiara Caccivio                                        | Val Romeo                               | Ketty Formaggio                           | Laura Zuccheri                 | Secondo Color Fest tematico intitolato Femmes fatales, contenente quattro storie scritte da sceneggiatrici |
| 7   | Passaggio per l'Inferno                           | 2011 | Fabrizio Accatino                                      | Gigi Simeoni                            | Fabio d'Auria                             | Gianluca e Raul Cestaro        | |
| 7   | Il banco dei pegni                                | 2011 | Sergio Badino                                          | Giancarlo Alessandrini                  | Chiara Fabbri Colabich                    | Gianluca e Raul Cestaro        | |
| 7   | Luci della ribalta                                | 2011 | Michele Medda                                          | Aldo Di Gennaro                         | Studio Rudoni                             | Gianluca e Raul Cestaro        | |
| 7   | Strage di mezzanotte                              | 2011 | Giovanni Gualdoni                                      | Montanari & Grassani                    | Studio Rudoni                             | Gianluca e Raul Cestaro        | |
| 8   | La grande nevicata                                | 2012 | Luigi Mignacco                                         | Enrique Breccia                         | Overdrive Studio                          | Carlos Gómez                   | Terzo Color Fest tematico intitolato Historieta, contenente quattro storie disegnate da illustratori di questo genere |
| 8   | Persecuzione dall'Aldilà                          | 2012 | Pasquale Ruju                                          | Lito Fernandez                          | Overdrive Studio                          | Carlos Gómez                   | Terzo Color Fest tematico intitolato Historieta, contenente quattro storie disegnate da illustratori di questo genere |
| 8   | Un patto diabolico                                | 2012 | Giovanni Gualdoni                                      | Alfonso Font                            | Chiara Fabbri Colabich                    | Carlos Gómez                   | Terzo Color Fest tematico intitolato Historieta, contenente quattro storie disegnate da illustratori di questo genere |
| 8   | La dimora stregata                                | 2012 | Andrea Cavaletto                                       | José Ortiz                              | Overdrive Studio                          | Carlos Gómez                   | Terzo Color Fest tematico intitolato Historieta, contenente quattro storie disegnate da illustratori di questo genere |
| 9   | Quell'hotel sulla spiaggia                        | 2012 | Mauro Boselli                                          | Luca Rossi                              | Overdrive Studio                          | Mario Alberti                  | |
| 9   | La tomba di ghiaccio                              | 2012 | Maurizio Mantero e Marco Belli                         | Giovanni Freghieri                      | Sergio Anelli                             | Mario Alberti                  | |
| 9   | Il bottone di madreperla                          | 2012 | Barbara Baraldi                                        | Paolo Mottura                           | Paolo Mottura                             | Mario Alberti                  | |
| 9   | Anime senza pace                                  | 2012 | Giovanni Gualdoni                                      | Leomacs                                 | Overdrive Studio                          | Mario Alberti                  | |
| 10  | Addio, Groucho                                    | 2013 | Alessandro Bilotta                                     | Paolo Martinello                        | Paolo Martinello                          | Davide De Cubellis             | Quarto Color Fest tematico intitolato Altroquando, contenente quattro storie con ipotetiche versioni alternative di Dylan Dog. La storia Addio, Groucho fa parte della serie Il Pianeta dei Morti, iniziata sul Color Fest numero 2 e proseguita sul Gigante numero 22 prima di diventare una serie fissa a partire dallo Speciale 29 |
| 10  | La banda maculata                                 | 2013 | Antonio Serra                                          | Alessandro Bignamini                    | Overdrive Studio                          | Davide De Cubellis             | Quarto Color Fest tematico intitolato Altroquando, contenente quattro storie con ipotetiche versioni alternative di Dylan Dog. La storia Addio, Groucho fa parte della serie Il Pianeta dei Morti, iniziata sul Color Fest numero 2 e proseguita sul Gigante numero 22 prima di diventare una serie fissa a partire dallo Speciale 29 |
| 10  | I giorni oscuri                                   | 2013 | Chiara Caccivio                                        | Gianluca e Raul Cestaro                 | Overdrive Studio                          | Davide De Cubellis             | Quarto Color Fest tematico intitolato Altroquando, contenente quattro storie con ipotetiche versioni alternative di Dylan Dog. La storia Addio, Groucho fa parte della serie Il Pianeta dei Morti, iniziata sul Color Fest numero 2 e proseguita sul Gigante numero 22 prima di diventare una serie fissa a partire dallo Speciale 29 |
| 10  | Doppia identità                                   | 2013 | Giovanni Gualdoni                                      | Luca Raimondo                           | Overdrive Studio                          | Davide De Cubellis             | Quarto Color Fest tematico intitolato Altroquando, contenente quattro storie con ipotetiche versioni alternative di Dylan Dog. La storia Addio, Groucho fa parte della serie Il Pianeta dei Morti, iniziata sul Color Fest numero 2 e proseguita sul Gigante numero 22 prima di diventare una serie fissa a partire dallo Speciale 29 |
| 11  | Per il verso sbagliato                            | 2013 | Cristiana Astori                                       | Ugolino Cossu                           | Overdrive Studio                          | Simone Bianchi                 | |
| 11  | Ouroboros                                         | 2013 | Francesco Tedeschi, Veronica Tinnirello e Mariano Rose | Roberto Rinaldi                         | Overdrive Studio                          | Simone Bianchi                 | |
| 11  | I morti non ballano                               | 2013 | Giovanni Gualdoni                                      | Onofrio Catacchio                       | Fabio D'Auria                             | Simone Bianchi                 | |
| 11  | La nera                                           | 2013 | Roberto Recchioni                                      | Stefano Raffaele                        | Elena Sanjust                             | Simone Bianchi                 | |
| 12  | Le radici del male                                | 2014 | Michele Masiero                                        | Fabio Civitelli                         | Overdrive Studio                          | Sara Pichelli e Annalisa Leoni | Quinto Color Fest tematico intitolato Eroi, contenente quattro storie in cui Dylan Dog incontra personaggi di altre testate Bonelli, rispettivamente: Mister No, Martin Mystère, Napoleone e Nathan Never |
| 12  | Incubo impossibile                                | 2014 | Luigi Mignacco                                         | Luigi Piccatto                          | Overdrive Studio                          | Sara Pichelli e Annalisa Leoni | Quinto Color Fest tematico intitolato Eroi, contenente quattro storie in cui Dylan Dog incontra personaggi di altre testate Bonelli, rispettivamente: Mister No, Martin Mystère, Napoleone e Nathan Never |
| 12  | Buggy                                             | 2014 | Carlo Ambrosini                                        | Paolo Bacilieri                         | Erika Bendazzoli                          | Sara Pichelli e Annalisa Leoni | Quinto Color Fest tematico intitolato Eroi, contenente quattro storie in cui Dylan Dog incontra personaggi di altre testate Bonelli, rispettivamente: Mister No, Martin Mystère, Napoleone e Nathan Never |
| 12  | Demoni e silicio                                  | 2014 | Davide Rigamonti                                       | Ivan Calcaterra                         | Fabio D'Auria                             | Sara Pichelli e Annalisa Leoni | Quinto Color Fest tematico intitolato Eroi, contenente quattro storie in cui Dylan Dog incontra personaggi di altre testate Bonelli, rispettivamente: Mister No, Martin Mystère, Napoleone e Nathan Never |
| 13  | Il sogno del minotauro                            | 2014 | Carlo Ambrosini                                        | Carlo Ambrosini                         | Carlo Ambrosini e Erika Bendazzoli        | Lorenzo Ceccotti               | |
| 13  | Attenti al Goblin!                                | 2014 | Claudio Chiaverotti                                    | Davide Furnò e Paolo Armitano           | Mirka Andolfo                             | Lorenzo Ceccotti               | |
| 13  | Gargoyle                                          | 2014 | Paola Barbato                                          | Riccardo Burchielli                     | Luca Bertelè                              | Lorenzo Ceccotti               | |
| 13  | Prigioniero                                       | 2014 | Fabrizio Accatino                                      | Eugenio Sicomoro e Silvia Robustelli    | Emiliano Tanzillo                         | Lorenzo Ceccotti               | |
| 14  | Peggy del lago                                    | 2015 | Lorenzo De Felici e Giovanni Masi                      | Lorenzo De Felici                       | Lorenzo De Felici                         | Matteo De Longis               | Sesto Color Fest tematico intitolato Nuovi volti, contenente quattro storie scritte e disegnate da autori e disegnatori non facenti parte della testata |
| 14  | Party Girls                                       | 2015 | Giulio Antonio Gualtieri e Stefano Marsiglia           | Mirka Andolfo e Simone Di Meo           | Mirka Andolfo                             | Matteo De Longis               | Sesto Color Fest tematico intitolato Nuovi volti, contenente quattro storie scritte e disegnate da autori e disegnatori non facenti parte della testata |
| 14  | Il vestito del demone                             | 2015 | Federico Rossi Edrighi                                 | Federico Rossi Edrighi                  | Luca Bertelè                              | Matteo De Longis               | Sesto Color Fest tematico intitolato Nuovi volti, contenente quattro storie scritte e disegnate da autori e disegnatori non facenti parte della testata |
| 14  | Come si diventa cattivi                           | 2015 | Michele Monteleone                                     | Flaviano Armentaro                      | Flaviano Armentaro                        | Matteo De Longis               | Sesto Color Fest tematico intitolato Nuovi volti, contenente quattro storie scritte e disegnate da autori e disegnatori non facenti parte della testata |
| 15  | Spore                                             | 2015 | Matteo Casali                                          | Luca Dell'Uomo                          | Erika Bendazzoli                          | Paolo Barbieri                 | |
| 15  | Il pasto vivo                                     | 2015 | Giovanni Gualdoni                                      | Giorgio Santucci                        | Oscar Celestini                           | Paolo Barbieri                 | |
| 15  | Il respiro del Diavolo                            | 2015 | Gigi Simeoni                                           | Werther Dell'Edera                      | Alessia Pastorello                        | Paolo Barbieri                 | |
| 15  | Il mondo negli occhi                              | 2015 | Luca Vanzella                                          | Luca Genovese                           | Luca Bertelé e Manuela Nerolini           | Paolo Barbieri                 | |
| 16  | Sir Bone – Abiti su misura                        | 2016 | Ausonia                                                | Ausonia                                 | Ausonia                                   | Arturo Lauria                  | Albo intitolato Tre passi nel delirio |
| 16  | Grick Grick                                       | 2016 | Marco Galli                                            | Marco Galli                             | Marco Galli                               | Arturo Lauria                  | Albo intitolato Tre passi nel delirio |
| 16  | Claustrophobia                                    | 2016 | Akab                                                   | Akab                                    | Akab                                      | Arturo Lauria                  | Albo intitolato Tre passi nel delirio |
| 17  | Baba Yaga                                         | 2016 | Paola Barbato                                          | Franco Saudelli                         | Oscar Celestini                           | Ausonia                        | |
| 18  | La nuova alba dei morti viventi                   | 2016 | Roberto Recchioni                                      | Emiliano Mammuccari                     | Annalisa Leoni                            | Claudio Villa                  | Albo intitolato Remake e contenente quindi tre remake di storie celebri della serie regolare, rispettivamente: L'alba dei morti viventi, Gli uccisori e Diabolo il grande |
| 18  | Diario degli uccisori                             | 2016 | Giovanni Eccher                                        | Bruno Brindisi                          | Sergio Algozzino                          | Claudio Villa                  | Albo intitolato Remake e contenente quindi tre remake di storie celebri della serie regolare, rispettivamente: L'alba dei morti viventi, Gli uccisori e Diabolo il grande |
| 18  | Diabolo The Great                                 | 2016 | Fabrizio Accatino                                      | Valerio Piccioni e Maurizio Di Vincenzo | Paolo Altibrandi                          | Claudio Villa                  | Albo intitolato Remake e contenente quindi tre remake di storie celebri della serie regolare, rispettivamente: L'alba dei morti viventi, Gli uccisori e Diabolo il grande |
| 19  | La ragazza che moriva ogni notte                  | 2016 | Mauro Uzzeo                                            | Alberto Pagliaro                        | Alberto Pagliaro                          | Jessica Cioffi                 | Albo intitolato Favole nere |
| 19  | Regina di polvere e stracci                       | 2016 | Federico Rossi Edrighi                                 | Isabella Mazzanti                       | Annalisa Leoni                            | Jessica Cioffi                 | Albo intitolato Favole nere |
| 19  | Il tuo amore, il mio odio                         | 2016 | Nicolò Pellizzon                                       | Nicolò Pellizzon                        | Nicolò Pellizzon                          | Jessica Cioffi                 | Albo intitolato Favole nere |
| 20  | Riposa in pace                                    | 2017 | Alessandro Crippa                                      | Christopher Possenti                    | Fabio D'Auria                             | Marco Mastrazzo                | Albo intitolato Il buono, il brutto e la cattiva |
| 20  | Ballando con uno sconosciuto                      | 2017 | Barbara Baraldi                                        | Nives Manara                            | Sergio Algozzino                          | Marco Mastrazzo                | Albo intitolato Il buono, il brutto e la cattiva |
| 20  | Vittime e carnefici                               | 2017 | Roberto Recchioni                                      | Cristina Mormile                        | Sergio Algozzino                          | Marco Mastrazzo                | Albo intitolato Il buono, il brutto e la cattiva |
| 21  | Lo scuotibare                                     | 2017 | Giovanni Masi                                          | Giorgio Pontrelli                       | Giorgio Pontrelli                         | Giulio Rincione                | |
| 22  | Ancora un lungo addio                             | 2017 | Paola Barbato                                          | Carmine Di Giandomenico                 | Carmine Di Giandomenico                   | Mauro Muroni                   | Albo intitolato Remake 2 e contenente quindi altri tre remake di storie celebri della serie regolare, rispettivamente: Il lungo addio, Caccia alle streghe e Golconda |
| 22  | Caccia agli inquisitori                           | 2017 | Tito Faraci                                            | Nicola Mari                             | Luca Saponti                              | Mauro Muroni                   | Albo intitolato Remake 2 e contenente quindi altri tre remake di storie celebri della serie regolare, rispettivamente: Il lungo addio, Caccia alle streghe e Golconda |
| 22  | La grande baraonda                                | 2017 | Fabio Celoni                                           | Fabio Celoni                            | Fabio Celoni                              | Mauro Muroni                   | Albo intitolato Remake 2 e contenente quindi altri tre remake di storie celebri della serie regolare, rispettivamente: Il lungo addio, Caccia alle streghe e Golconda |
| 23  | Il convento del vuoto                             | 2017 | Paolo Barbieri                                         | Giovanni Freghieri                      | Sergio Algozzino                          | Grzegorz Rosinski              | |
| 24  | Di mostri, incubi e ragazze                       | 2018 | Alessandro Baggi                                       | Alessandro Baggi                        | Riccardo Riboldi                          | Werther Dell'Edera             | Albo intitolato Strani giorni |
| 24  | Spazio sotto sfratto                              | 2018 | Dennis Casale                                          | Gianluca Acciarino                      | Andres Mossa                              | Werther Dell'Edera             | Albo intitolato Strani giorni |
| 24  | L'isola dei morti                                 | 2018 | Michele Monteleone                                     | Giulio Rincione                         | Giulio Rincione                           | Werther Dell'Edera             | Albo intitolato Strani giorni |
| 25  | I Conigli Rosa muoiono                            | 2018 | Luigi Mignacco                                         | Cesare Valeri                           | Sergio Algozzino                          | Lorenzo De Felici              | Pink Rabbit è già comparso negli albi 24, 48, 103 e 107 della serie regolare e nell'Almanacco della Paura 2009 |
| 26  | L'uomo senza faccia                               | 2018 | Bruno Enna                                             | Giovanni Rigano                         | Matteo Vattani                            | Giovanni Rigano                | Albo intitolato Creepy Past, crossover con la serie omonima |
| 26  | Amore sotto chiave                                | 2018 | Giovanni Di Gregorio                                   | Alberto Zanon                           | Andres Mossa                              | Giovanni Rigano                | Albo intitolato Creepy Past, crossover con la serie omonima |
| 26  | Le voci dentro                                    | 2018 | Bruno Enna                                             | Federico Nardo                          | Dario Calabria                            | Giovanni Rigano                | Albo intitolato Creepy Past, crossover con la serie omonima |
| 27  | Il male infinito                                  | 2018 | Carlo Ambrosini                                        | Carlo Ambrosini                         | Francesca Zamborlini                      | Carlo Ambrosini                | |
| 28  | L'ultimo viaggio del Demeter                      | 2019 | Giulio Antonio Gualtieri                               | Stefano Landini                         | Alessia Pastorello                        | Nicola Mari                    | Albo intitolato Gotico inglese. Assieme all'albo sono presenti un raccoglitore dei "Tarocchi dell’Incubo" usciti sugli albi della serie regolare dal n. 387 al 390 e l'albetto per interpretarli firmato da Bepi Vigna |
| 28  | La Grande Infezione                               | 2019 | Fabrizio Accatino                                      | Fabrizio Des Dorides                    | Alessia Pastorello                        | Nicola Mari                    | Albo intitolato Gotico inglese. Assieme all'albo sono presenti un raccoglitore dei "Tarocchi dell’Incubo" usciti sugli albi della serie regolare dal n. 387 al 390 e l'albetto per interpretarli firmato da Bepi Vigna |
| 29  | Se una notte d'inverno un assassino               | 2019 | Giovanni Di Gregorio                                   | Flaviano Armentaro                      | Carmine Moreno Dinisio                    | Flaviano Armentaro             | |
| 30  | Le regole della comicità                          | 2019 | Alessandro Bilotta                                     | Sergio Ponchione                        | Luca Bertelè                              | Fabrizio De Tommaso            | Albo intitolato Groucho Primo, contenente storie con protagonista Groucho, di cui la prima inedita e le altre due già pubblicate nel 2017 all'interno del Grouchomicon, una raccolta di 13 albi tutti dedicati all'assistente di Dylan Dog |
| 30  | Per un pugno di like                              | 2019 | Riccardo Torti                                         | Riccardo Torti                          | Riccardo Torti                            | Fabrizio De Tommaso            | Albo intitolato Groucho Primo, contenente storie con protagonista Groucho, di cui la prima inedita e le altre due già pubblicate nel 2017 all'interno del Grouchomicon, una raccolta di 13 albi tutti dedicati all'assistente di Dylan Dog |
| 30  | Groucho-con                                       | 2019 | Tito Faraci                                            | Silvia Ziche                            | Erika Bendazzoli                          | Fabrizio De Tommaso            | Albo intitolato Groucho Primo, contenente storie con protagonista Groucho, di cui la prima inedita e le altre due già pubblicate nel 2017 all'interno del Grouchomicon, una raccolta di 13 albi tutti dedicati all'assistente di Dylan Dog |
| 31  | Selezione innaturale                              | 2019 | Giuseppe De Nardo                                      | Toni Bruno                              | Toni Bruno                                | Toni Bruno                     | |
| 32  | Dì ciao                                           | 2020 | Piero Dall'Agnol                                       | Piero Dall'Agnol                        | Piero Dall'Agnol                          | Gloria Pizzilli                | Albo intitolato Altre visioni |
| 32  | Welcome to the jungle                             | 2020 | Isaak Friedl, Luca Leo, Marco Nucci                    | Yang Yi                                 | Yang Yi                                   | Gloria Pizzilli                | Albo intitolato Altre visioni |
| 32  | Il palazzo dei sogni infranti                     | 2020 | Alessandro Baggi                                       | Alessandro Baggi                        | Alessandro Baggi                          | Gloria Pizzilli                | Albo intitolato Altre visioni |
| 33  | Delitti e castighi                                | 2020 | Gigi Simeoni                                           | Davide Furnò                            | Davide Furnò                              | Davide Furnò                   | |
| 34  | La fine di un giorno qualunque                    | 2020 | Marco Rincione                                         | Giulio Rincione                         | Giulio Rincione                           | Massimo Carnevale              | Albo intitolato Groucho Secondo, contenente storie con protagonista Groucho, già pubblicate nel 2017 all'interno del Grouchomicon, una raccolta di 13 albi tutti dedicati all'assistente di Dylan Dog |
| 34  | La sindrome di Stencil                            | 2020 | Giacomo Bevilacqua                                     | Giacomo Bevilacqua                      | Giacomo Bevilacqua                        | Massimo Carnevale              | Albo intitolato Groucho Secondo, contenente storie con protagonista Groucho, già pubblicate nel 2017 all'interno del Grouchomicon, una raccolta di 13 albi tutti dedicati all'assistente di Dylan Dog |
| 34  | Groucho oltre lo specchio                         | 2020 | Luca Enoch                                             | Luca Enoch                              | Luca Enoch                                | Massimo Carnevale              | Albo intitolato Groucho Secondo, contenente storie con protagonista Groucho, già pubblicate nel 2017 all'interno del Grouchomicon, una raccolta di 13 albi tutti dedicati all'assistente di Dylan Dog |
| 35  | I figli del voodoo                                | 2020 | Marco Rizzo                                            | Lelio Bonaccorso                        | Stefania Aquaro                           | Prenzy                         | Albo intitolato Nuove visioni |
| 35  | Non c'era una volta un'isola                      | 2020 | Giovanni Di Gregorio                                   | Emiliano Tanzillo                       | Emiliano Tanzillo                         | Prenzy                         | Albo intitolato Nuove visioni |
| 35  | Rossoazzurro                                      | 2020 | Stefano Simeone                                        | Stefano Simeone                         | Stefano Simeone                           | Prenzy                         | Albo intitolato Nuove visioni |
| 36  | Mister Punch                                      | 2021 | Giovanni De Feo                                        | Giulio Rincione                         | Giulio Rincione                           | Giulio Rincione                | |
| 37  | Quell'inutile complicazione                       | 2021 | Diego Cajelli                                          | Arturo Lauria                           | Arturo Lauria                             | Helena Masellis                | Albo intitolato Doppio orrore |
| 37  | La fossa degli angeli                             | 2021 | Dario Sicchio                                          | Riccardo Torti                          | Riccardo Torti                            | Helena Masellis                | Albo intitolato Doppio orrore |
| 38  | Il bambino dei Baskerville                        | 2021 | Sio                                                    | Sio                                     | Sio                                       | Luigi Piccatto                 | Albo intitolato Groucho Terzo, contenente storie con protagonista Groucho, di cui le prime due già pubblicate nel 2017 all'interno del Grouchomicon, una raccolta di 13 albi tutti dedicati all'assistente di Dylan Dog, e la terza inedita |
| 38  | Groucho profondo                                  | 2021 | Paola Barbato                                          | Luigi Piccatto                          | Fabio Piccatto e Virginia Chiabotti       | Luigi Piccatto                 | Albo intitolato Groucho Terzo, contenente storie con protagonista Groucho, di cui le prime due già pubblicate nel 2017 all'interno del Grouchomicon, una raccolta di 13 albi tutti dedicati all'assistente di Dylan Dog, e la terza inedita |
| 38  | Un Groucho da collezione                          | 2021 | Davide La Rosa                                         | Luca Bertelé                            | Manuela Nerolini                          | Luigi Piccatto                 | Albo intitolato Groucho Terzo, contenente storie con protagonista Groucho, di cui le prime due già pubblicate nel 2017 all'interno del Grouchomicon, una raccolta di 13 albi tutti dedicati all'assistente di Dylan Dog, e la terza inedita |
| 39  | Dio di corda e miseria                            | 2021 | Lorenzo Palloni                                        | Lorenzo Nuti                            | Lorenzo Nuti                              | Antonio Zeoli                  | Albo intitolato Stati di paura |
| 39  | I maestri dell’Oltreodio                          | 2021 | Lorenzo Palloni                                        | Alessandra Marsili                      | Alessandra Marsili                        | Antonio Zeoli                  | Albo intitolato Stati di paura |
| 39  | Amor(t)e                                          | 2021 | Lorenzo Palloni                                        | Lorenzo Palloni                         | Lorenzo Palloni                           | Antonio Zeoli                  | Albo intitolato Stati di paura |
| 40  | La colazione dei campioni                         | 2022 | Officina Infernale                                     | Officina Infernale                      | Officina Infernale                        | Ambra Garlaschelli             | Albo intitolato Estreme visioni |
| 40  | La casa dello splatter                            | 2022 | Spugna                                                 | Spugna                                  | Spugna                                    | Ambra Garlaschelli             | Albo intitolato Estreme visioni |
| 40  | Il teatro dei demoni                              | 2022 | Jacopo Starace                                         | Jacopo Starace                          | Jacopo Starace                            | Ambra Garlaschelli             | Albo intitolato Estreme visioni |
| 41  | L'orrore delle armi                               | 2022 | Gabriella Contu                                        | Giorgio Pontrelli                       | Sergio Algozzino                          | Giorgio Pontrelli              | |
| 42  | Lo sbucciacipolle                                 | 2022 | Zerocalcare                                            | Zerocalcare                             | Sergio Algozzino                          | Zerocalcare                    | Albo intitolato Groucho Quarto, contenente storie con protagonista Groucho, già pubblicate nel 2017 all'interno del Grouchomicon, una raccolta di 13 albi tutti dedicati all'assistente di Dylan Dog |
| 42  | Papà sto male                                     | 2022 | Maicol & Mirco                                         | Maicol & Mirco                          | Maicol & Mirco                            | Zerocalcare                    | Albo intitolato Groucho Quarto, contenente storie con protagonista Groucho, già pubblicate nel 2017 all'interno del Grouchomicon, una raccolta di 13 albi tutti dedicati all'assistente di Dylan Dog |
| 42  | La caduta di Gro-Uk-Oh Il Distruttore             | 2022 | Marco Bucci                                            | Jacopo Camagni                          | Sergio Algozzino                          | Zerocalcare                    | Albo intitolato Groucho Quarto, contenente storie con protagonista Groucho, già pubblicate nel 2017 all'interno del Grouchomicon, una raccolta di 13 albi tutti dedicati all'assistente di Dylan Dog |
| 43  | Utopia modulare                                   | 2022 | Roberto Recchioni e Dario Sicchio                      | Giorgio Pontrelli                       | Sergio Algozzino                          | Paolo Bacilieri                | |
| 44  | Il verme bianco                                   | 2023 | Marco Galli                                            | Marco Galli                             | Marco Galli                               | Marco Galli                    | |
| 45  | Rossa è la terra                                  | 2023 | Federico Rossi Edrighi                                 | Francesco Dossena                       | Francesco Segala                          | Francesco Dossena              | Albo intitolato Luci e ombre |
| 45  | Qualcosa di rosso                                 | 2023 | Marco Nucci                                            | Francesco Dossena                       | Francesco Dossena                         | Francesco Dossena              | Albo intitolato Luci e ombre |
| 45  | Rosso Dispera                                     | 2023 | Diego Cajelli                                          | Francesco Dossena                       | Francesco Dossena                         | Francesco Dossena              | Albo intitolato Luci e ombre |
| 46  | Stardust                                          | 2023 | Francesco Artibani                                     | Giorgio Cavazzano                       | Alessia Nocera                            | Giorgio Cavazzano              | Albo intitolato Groucho Quinto, contenente storie con protagonista Groucho, la prima già pubblicata nel 2022 all'interno del libro Dylan Dog. Nel segno di Cavazzano e la seconda già pubblicata nel 2017 all'interno del Grouchomicon, una raccolta di 13 albi tutti dedicati all'assistente di Dylan Dog |
| 46  | Groucho all'Inferno                               | 2023 | Daw                                                    | Daw                                     | Sergio Algozzino                          | Giorgio Cavazzano              | Albo intitolato Groucho Quinto, contenente storie con protagonista Groucho, la prima già pubblicata nel 2022 all'interno del libro Dylan Dog. Nel segno di Cavazzano e la seconda già pubblicata nel 2017 all'interno del Grouchomicon, una raccolta di 13 albi tutti dedicati all'assistente di Dylan Dog |
| 47  | Presenza invisibile                               | 2023 | Enrico Manzo                                           | Alessandro Giordano                     | Alessandro Giordano                       | Alessandro Giordano            | Albo intitolato I vivi e gli altri |
| 47  | Uno sguardo malvagio                              | 2023 | Paola Barbato                                          | Jacopo Camagni                          | Jacopo Camagni                            | Alessandro Giordano            | Albo intitolato I vivi e gli altri |
| 47  | Tre fantasmi                                      | 2023 | Bruno Enna                                             | Piero Dall'Agnol                        | Piero Dall'Agnol                          | Alessandro Giordano            | Albo intitolato I vivi e gli altri |
| 48  | Il risveglio                                      | 2024 | Rita Porretto e Silvia Mericone                        | Francesco Ripoli                        | Sergio Algozzino                          | Francesco Ripoli               | |
| 49  | Lettere dall'incubo                               | 2024 | Giovanni Di Gregorio                                   | Emiliano Tanzillo                       | Emiliano Tanzillo                         | Emiliano Tanzillo              | |
| 50  | La cosa misteriosa che vive dietro il frigorifero | 2024 | Tiziano Sclavi                                         | Luigi Piccatto                          | Erika Bendazzoli                          | Luigi Piccatto                 | Albo intitolato Groucho (fuori di) Sesto, contenente storie con protagonista Groucho, le prime due già pubblicate rispettivamente nello Speciale 6 Sette anime dannate del 1992 e nel 7 Sogni del 1993. La terza già pubblicata nel 2017 all'interno del Grouchomicon, una raccolta di 13 albi tutti dedicati all'assistente di Dylan Dog e successivamente ripubblicata nel 2022 all'interno del libro Dylan Dog. Nel segno di Cavazzano. |
| 50  | Horrorpoppin                                      | 2024 | Tiziano Sclavi                                         | Luigi Piccatto                          | Erika Bendazzoli                          | Luigi Piccatto                 | Albo intitolato Groucho (fuori di) Sesto, contenente storie con protagonista Groucho, le prime due già pubblicate rispettivamente nello Speciale 6 Sette anime dannate del 1992 e nel 7 Sogni del 1993. La terza già pubblicata nel 2017 all'interno del Grouchomicon, una raccolta di 13 albi tutti dedicati all'assistente di Dylan Dog e successivamente ripubblicata nel 2022 all'interno del libro Dylan Dog. Nel segno di Cavazzano. |
| 50  | Una scatola di polvere                            | 2024 | Francesco Artibani                                     | Giorgio Cavazzano                       | Alessia Nocera                            | Luigi Piccatto                 | Albo intitolato Groucho (fuori di) Sesto, contenente storie con protagonista Groucho, le prime due già pubblicate rispettivamente nello Speciale 6 Sette anime dannate del 1992 e nel 7 Sogni del 1993. La terza già pubblicata nel 2017 all'interno del Grouchomicon, una raccolta di 13 albi tutti dedicati all'assistente di Dylan Dog e successivamente ripubblicata nel 2022 all'interno del libro Dylan Dog. Nel segno di Cavazzano. |
| 51  | Il viaggiatore del vuoto                          | 2024 | Marco Nucci                                            | Daniele Serra                           | Daniele Serra                             | Daniele Serra                  | Albo intitolato Strade perdute |
| 51  | Il prezzo dei miracoli                            | 2024 | Davide La Rosa                                         | Nicolò Pendinelli                       | Nicolò Pendinelli                         | Daniele Serra                  | Albo intitolato Strade perdute |
| 51  | Maschere                                          | 2024 | Sergio Algozzino                                       | Sergio Algozzino                        | Sergio Algozzino                          | Daniele Serra                  | Albo intitolato Strade perdute |
| 52  | Non vale se non hai paura                         | 2025 | Giovanni De Feo                                        | Arturo Lauria                           | Arturo Lauria                             | Arturo Lauria                  | |
| 53  | A prova di morte                                  | 2025 | Barbara Baraldi                                        | Sergio Algozzino                        | Sergio Algozzino                          | Sergio Algozzino               | |

## One shot: Dylan Dog & Martin Mystère
| Titolo                    | Anno          | Soggetto         | Sceneggiatura                     | Disegni            | Copertina    |
| ------------------------- | ------------- | ---------------- | --------------------------------- | ------------------ | ------------ |
| Ultima fermata: l'incubo! | ottobre 1990  | Alfredo Castelli | Alfredo Castelli e Tiziano Sclavi | Giovanni Freghieri | Angelo Stano |
| La fine del Mondo         | ottobre 1992  | Tiziano Sclavi   | Tiziano Sclavi e Alfredo Castelli | Giovanni Freghieri | Angelo Stano |
| L'abisso del male         | novembre 2018 | Carlo Recagno    | Carlo Recagno, Alfredo Castelli   | Giovanni Freghieri | Angelo Stano |

## Dylan Dog presenta: Daryl Zed
| Nr. | Titolo                   | Anno | Soggetto e Sceneggiatura | Disegni                                       | Colori           | Copertina          |
| --- | ------------------------ | ---- | ------------------------ | --------------------------------------------- | ---------------- | ------------------ |
| 0   | Il cacciatore di mostri  | 2019 | Tito Faraci              | Nicola Mari, Angelo Stano, Werther Dell'Edera | Sergio Algozzino | Werther Dell'Edera |
| 1   | I mostri siamo noi       | 2020 | Tito Faraci              | Nicola Mari                                   | Sergio Algozzino | Nicola Mari        |
| 2   | Gioco al massacro        | 2020 | Tito Faraci              | Nicola Mari                                   | Sergio Algozzino | Nicola Mari        |
| 3   | Il sangue è acqua        | 2020 | Tito Faraci              | Angelo Stano                                  | Sergio Algozzino | Angelo Stano       |
| 4   | Ti ucciderò due volte!   | 2020 | Tito Faraci              | Angelo Stano                                  | Sergio Algozzino | Angelo Stano       |
| 5   | Cerchio chiuso           | 2020 | Tito Faraci              | Werther Dell'Edera                            | Sergio Algozzino | Werther Dell'Edera |
| 6   | L'inferno che ti aspetta | 2020 | Tito Faraci              | Werther Dell'Edera                            | Sergio Algozzino | Werther Dell'Edera |

## Dylan Dog/Batman
| Nr. | Titolo                                | Anno | Soggetto e Sceneggiatura | Disegni                            | Colori                    | Copertina          |
| --- | ------------------------------------- | ---- | ------------------------ | ---------------------------------- | ------------------------- | ------------------ |
| 0   | Relazioni pericolose                  | 2019 | Roberto Recchioni        | Werther Dell'Edera e Gigi Cavenago | Gigi Cavenago             | Emiliano Mammucari |
| 0   | Il Joker                              | 2019 | Bill Finger              | Bob Kane e Jerry Robinson          | Bob Kane e Jerry Robinson | Emiliano Mammucari |
| 0   | La nuova alba dei morti viventi       | 2019 | Roberto Recchioni        | Emiliano Mammucari                 | Annalisa Leoni            | Emiliano Mammucari |
| 0   | La vendetta in cinque punti di Joker! | 2019 | Dennis O'Neil            | Neal Adams                         | Neal Adams                | Emiliano Mammucari |
| 1   | L'ombra del pipistrello               | 2023 | Roberto Recchioni        | Werther Dell'Edera e Gigi Cavenago | Giovanna Niro             | Gigi Cavenago      |
| 2   | All'inferno e ritorno                 | 2023 | Roberto Recchioni        | Werther Dell'Edera e Gigi Cavenago | Giovanna Niro             | Gigi Cavenago      |
| 3   | L'incubo di Gotham                    | 2023 | Roberto Recchioni        | Werther Dell'Edera e Gigi Cavenago | Giovanna Niro             | Gigi Cavenago      |

## Testate fuori pubblicazione

### Dylan Dog Super Book
Tutte le copertine sono di Claudio Villa
| Nr. | Anno | Titolo                                            | Soggetto                           | Sceneggiatura                     | Disegni                           | Prima edizione |
| --- | ---- | ------------------------------------------------- | ---------------------------------- | --------------------------------- | --------------------------------- | --- |
| 1   | 1997 | Il Club dell'Orrore                               | Tiziano Sclavi                     | Tiziano Sclavi                    | Corrado Roi                       | Speciale n. 1 |
| 2   | 1997 | Gli orrori di Altroquando                         | Tiziano Sclavi                     | Tiziano Sclavi                    | Attilio Micheluzzi                | Speciale n. 2 |
| 3   | 1997 | Totentanz                                         | Tiziano Sclavi e Mauro Marcheselli | Tiziano Sclavi                    | Giampiero Casertano               | Gigante n. 1 |
| 3   | 1997 | La "cosa"                                         | Tiziano Sclavi                     | Tiziano Sclavi                    | Corrado Roi                       | Inserto staccabile allegato al n. 35 di TV Sorrisi e Canzoni del 30 agosto 1992 |
| 3   | 1997 | Gnut                                              | Tiziano Sclavi                     | Tiziano Sclavi                    | Bruno Brindisi                    | Diario scolastico 1993/94 |
| 4   | 1997 | Dopo il Grande Splendore                          | Tiziano Sclavi                     | Tiziano Sclavi                    | Gabriele Pennacchioli             | Almanacco della Paura 1991 |
| 4   | 1997 | Il diavolo nella bottiglia                        | Tiziano Sclavi                     | Tiziano Sclavi                    | Luigi Piccatto                    | Almanacco della Paura 1993 |
| 5   | 1998 | Orrore nero                                       | Tiziano Sclavi                     | Tiziano Sclavi e Luigi Mignacco   | Giovanni Freghieri                | Speciale n. 3 |
| 6   | 1998 | Il Giorno del Giudizio                            | Tiziano Sclavi                     | Tiziano Sclavi                    | Ugolino Cossu                     | Gigante n. 1 |
| 6   | 1998 | La bambina                                        | Tiziano Sclavi                     | Tiziano Sclavi                    | Angelo Stano                      | Volume cartonato L'indagatore dell'incubo edito da Mondadori nel 1991 |
| 6   | 1998 | La piccola Biblioteca di Babele                   | Tiziano Sclavi                     | Tiziano Sclavi                    | Angelo Stano                      | Volume cartonato Gli orrori di Altroquando edito da Mondadori nel 1992 |
| 7   | 1998 | La cosa misteriosa che vive dietro il frigorifero | Tiziano Sclavi                     | Tiziano Sclavi                    | Luigi Piccatto                    | Volumetto allegato allo Speciale n. 6 |
| 7   | 1998 | Horrorpoppin'                                     | Tiziano Sclavi                     | Tiziano Sclavi                    | Luigi Piccatto                    | Volumetto allegato allo Speciale n. 7 |
| 7   | 1998 | L'uomo con la bombetta                            | Claudio Chiaverotti                | Claudio Chiaverotti               | Luigi Piccatto                    | Volumetto allegato allo Speciale n. 8 |
| 7   | 1998 | Non urlate a quella porta                         | Luigi Mignacco                     | Luigi Mignacco                    | Luigi Piccatto                    | Volumetto allegato allo Speciale n. 9 |
| 8   | 1998 | Mefistofele                                       | Tiziano Sclavi                     | Tiziano Sclavi                    | Corrado Roi                       | Speciale n. 4 |
| 9   | 1999 | L'inquilino del terzo piano                       | Tiziano Sclavi                     | Tiziano Sclavi                    | Giampiero Casertano               | Gigante n. 2 |
| 9   | 1999 | Ufo                                               | Tiziano Sclavi                     | Tiziano Sclavi                    | Giampiero Casertano               | Storia realizzata per la trasmissione televisiva Mixer: i veri X-Files, indagini non convenzionali, andata in onda su Raidue il 22 gennaio 1997                                                                                     |
| 9   | 1999 | L'orrore                                          | Tiziano Sclavi                     | Tiziano Sclavi                    | Giampiero Casertano               | Rivista Per lui uscita nel settembre 1989 |
| 9   | 1999 | I vicini di casa                                  | Claudio Chiaverotti                | Claudio Chiaverotti               | Giampiero Casertano               | Rivista Moda uscita nel novembre 1993 |
| 10  | 1999 | La maschera del demonio                           | Tiziano Sclavi                     | Claudio Chiaverotti               | Gabriele Pennacchioli             | Almanacco della Paura 1992 |
| 10  | 1999 | Spettri                                           | Tiziano Sclavi                     | Tiziano Sclavi                    | Giovanni Freghieri                | Allegato al n. 2 di Max uscito nel febbraio 1993 |
| 11  | 1999 | Ultima fermata: l'incubo!                         | Alfredo Castelli                   | Alfredo Castelli e Tiziano Sclavi | Giovanni Freghieri                | One shot del 1990 |
| 12  | 1999 | Marionette                                        | Mauro Marcheselli                  | Gianluigi Gonano                  | Bruno Brindisi                    | Gigante n. 3 |
| 13  | 2000 | La casa degli uomini perduti                      | Tiziano Sclavi                     | Tiziano Sclavi                    | Giampiero Casertano               | Speciale n. 5 |
| 14  | 2000 | Falce di luna                                     | Claudio Chiaverotti                | Claudio Chiaverotti               | Pietro Dall'Agnol                 | Gigante n. 3 |
| 14  | 2000 | Stelle cadenti                                    | Tiziano Sclavi                     | Tiziano Sclavi                    | Giovanni Freghieri                | Volume cartonato Orrore nero edito da Mondadori nel 1993 |
| 14  | 2000 | Syrus D. Renfield                                 | Claudio Chiaverotti                | Claudio Chiaverotti               | Corrado Roi                       | Volume cartonato Mefistofele edito da Mondadori nel 1994 |
| 15  | 2000 | La fine del Mondo                                 | Tiziano Sclavi                     | Tiziano Sclavi e Alfredo Castelli | Giovanni Freghieri                | One shot del 1992 |
| 16  | 2000 | Risvegli                                          | Tiziano Sclavi                     | Tiziano Sclavi                    | Ugolino Cossu                     | Almanacco della Paura 1994 |
| 16  | 2000 | Margherite                                        | Carlo Ambrosini                    | Tiziano Sclavi                    | Carlo Ambrosini                   | Gigante n. 2 |
| 16  | 2000 | La cantina                                        | Tiziano Sclavi                     | Tiziano Sclavi                    | Corrado Roi                       | Almanacco della Paura 1991 |
| 16  | 2000 | Lamiere                                           | Tiziano Sclavi                     | Tiziano Sclavi                    | Bruno Brindisi                    | Rivista Auto Oggi n. 21-22 7 giugno 1996 |
| 17  | 2001 | Sette anime dannate                               | Tiziano Sclavi                     | Tiziano Sclavi                    | Corrado Roi                       | Speciale n. 6 |
| 18  | 2001 | Cronache di straordinaria follia                  | Claudio Chiaverotti                | Claudio Chiaverotti               | Andrea Venturi                    | Gigante n. 4 |
| 18  | 2001 | Immagini                                          | Giancarlo Berardi                  | Giancarlo Berardi                 | Carlo Ambrosini                   | Ken Parker Magazine n. 23 del dicembre 1994 |
| 19  | 2001 | Per chi suona il campanello                       | Claudio Chiaverotti                | Claudio Chiaverotti               | Luigi Piccatto                    | Volumetto allegato allo Speciale n. 10 |
| 19  | 2001 | Love story                                        | Pasquale Ruju                      | Pasquale Ruju                     | Luigi Piccatto                    | Volumetto allegato allo Speciale n. 11 |
| 19  | 2001 | Il cavaliere di sventura                          | Paola Barbato                      | Paola Barbato                     | Luigi Piccatto                    | Volumetto allegato allo Speciale n. 12 |
| 19  | 2001 | Sotto il vestito troppo                           | Tito Faraci                        | Tito Faraci                       | Luigi Piccatto                    | Volumetto allegato allo Speciale n. 13 |
| 20  | 2001 | L'uccisore di mostri                              | Claudio Chiaverotti                | Claudio Chiaverotti               | Luigi Siniscalchi                 | Almanacco della Paura 1995 |
| 20  | 2001 | Il ritorno del vampiro                            | Tiziano Sclavi                     | Tiziano Sclavi                    | Corrado Roi                       | Almanacco della Paura 1993 |
| 20  | 2001 | Il vicino di casa                                 | Pasquale Ruju                      | Pasquale Ruju                     | Enea Riboldi                      | Gigante n. 4 |
| 21  | 2002 | Sogni                                             | Tiziano Sclavi                     | Tiziano Sclavi                    | Giovanni Freghieri                | Speciale n. 7 |
| 22  | 2002 | Delitti a passo di danza                          | Gianfranco Manfredi                | Gianfranco Manfredi               | Giovanni Freghieri                | Gigante n. 4 |
| 22  | 2002 | C'era una volta…                                  | Michele Medda                      | Michele Medda                     | Luigi Piccatto                    | Almanacco della Paura 1994 |
| 22  | 2002 | Il ritorno degli uccisori                         | Tiziano Sclavi                     | Tiziano Sclavi                    | Montanari & Grassani              | Volumetto allegato al videogioco Gli uccisori pubblicato nel 1992 da Simulmondo |
| 23  | 2002 | Il mondo perduto                                  | Luigi Mignacco                     | Luigi Mignacco                    | Montanari & Grassani              | Almanacco della Paura 1996 |
| 23  | 2002 | Le vie dei colori                                 | Claudio Villa                      | Claudio Villa                     | Claudio Villa                     | Allegato al n. 10 di Tutto Musica uscito nell'ottobre 1996. Si tratta di una canzone di Claudio Baglioni pubblicata nel 1995 nell'album Io sono qui. La storia è completamente a colori e riporta solamente il testo della canzone. |
| 23  | 2002 | Era morta                                         | Tiziano Sclavi                     | Tiziano Sclavi                    | Angelo Stano                      | Gigante n. 4 |
| 24  | 2002 | Il canto della Sirena                             | Pasquale Ruju                      | Pasquale Ruju                     | Daniele Bigliardo                 | Gigante n. 5 |
| 24  | 2002 | Sangue di lupo                                    | Pasquale Ruju                      | Pasquale Ruju                     | Angelo Stano                      | Gigante n. 6 |
| 24  | 2002 | Lo specchio                                       | Claudio Chiaverotti                | Claudio Chiaverotti               | Giampiero Casertano               | Volume cartonato La casa degli uomini perduti edito da Mondadori nel 1995 |
| 25  | 2003 | Labirinti di paura                                | Claudio Chiaverotti                | Claudio Chiaverotti               | Corrado Roi                       | Speciale n. 8 |
| 26  | 2003 | Paura di vivere                                   | Claudio Chiaverotti                | Claudio Chiaverotti               | Ugolino Cossu                     | Almanacco della Paura 1997 |
| 26  | 2003 | Delitti d'amore                                   | Tiziano Sclavi                     | Tiziano Sclavi                    | Bruno Brindisi                    | Gigante n. 1 |
| 26  | 2003 | Il mistero dell'isola d'Yd                        | Tiziano Sclavi                     | Tiziano Sclavi                    | Enea Riboldi                      | Gigante n. 6 |
| 27  | 2003 | L'ultima mutazione                                | Claudio Chiaverotti                | Claudio Chiaverotti               | Giampiero Casertano               | Gigante n. 5 |
| 27  | 2003 | L'incubo dell'Indagatore                          | Tiziano Sclavi                     | Tiziano Sclavi                    | Claudio Villa                     | Gigante n. 7 |
| 27  | 2003 | Epilogo                                           | Tiziano Sclavi                     | Tiziano Sclavi                    | Corrado Roi                       | Volume cartonato Sette anime dannate edito da Mondadori nel 1996 |
| 28  | 2003 | Il masticatore di sudari                          | Gianfranco Manfredi                | Gianfranco Manfredi               | Corrado Roi                       | Gigante n. 6 |
| 28  | 2003 | Serial killer                                     | Mauro Marcheselli                  | Tiziano Sclavi                    | Nicola Mari                       | Gigante n. 5 |
| 28  | 2003 | Taxi!                                             | Tiziano Sclavi                     | Tiziano Sclavi                    | Bruno Brindisi                    | Gigante n. 2 |
| 29  | 2004 | I vivi e i morti                                  | Luigi Mignacco                     | Luigi Mignacco                    | Luigi Siniscalchi                 | Speciale n. 9 |
| 30  | 2004 | La stirpe degli immortali                         | Pasquale Ruju                      | Pasquale Ruju                     | Roberto Rinaldi                   | Almanacco della Paura 1998 |
| 30  | 2004 | Un incubo in soffitta                             | Tiziano Sclavi                     | Tiziano Sclavi                    | Franco Saudelli                   | Gigante n. 5 |
| 30  | 2004 | Duello all'alba                                   | Pasquale Ruju                      | Pasquale Ruju                     | Franco Saudelli                   | Gigante n. 7 |
| 31  | 2004 | Morte di una stella                               | Luigi Mignacco                     | Luigi Mignacco                    | Giovanni Freghieri                | Gigante n. 6 |
| 31  | 2004 | Il treno dell'orrore                              | Luigi Mignacco                     | Luigi Mignacco                    | Montanari & Grassani              | Rivista Amico treno n. 5 pubblicata a giugno 1997 |
| 31  | 2004 | Il paradiso dei turisti                           | Tiziano Sclavi                     | Tiziano Sclavi                    | Bruno Brindisi                    | Rivista I viaggi, supplemento di La Repubblica del 3 agosto 2000 |
| 31  | 2004 | Cuori randagi                                     | Tiziano Sclavi                     | Tiziano Sclavi                    | Enea Riboldi                      | Gigante n. 8 |
| 32  | 2004 | Il gatto nero                                     | Gianluigi Puccioni                 | Tiziano Sclavi                    | Angelo Stano                      | Gigante n. 8 |
| 32  | 2004 | Il pozzo dei dannati                              | Gianluigi Gonano                   | Gianluigi Gonano                  | Angelo Stano                      | Gigante n. 8 |
| 32  | 2004 | Il sogno di Orfeo                                 | Tiziano Sclavi                     | Tiziano Sclavi                    | Giovanni Freghieri                | Volume cartonato Sogni edito da Mondadori nel 1997 |
| 32  | 2004 | Comparse                                          | Tiziano Sclavi                     | Tiziano Sclavi                    | Corrado Roi                       | Volume cartonato Labirinti di paura edito da Mondadori nel 1998 |
| 33  | 2005 | Il monastero                                      | Claudio Chiaverotti                | Claudio Chiaverotti               | Giovanni Freghieri                | Speciale n. 10 |
| 34  | 2005 | Sperduti nel nulla                                | Giuseppe De Nardo                  | Giuseppe De Nardo                 | Luigi Piccatto                    | Almanacco della Paura 1999 |
| 34  | 2005 | L'Altro                                           | Pasquale Ruju                      | Pasquale Ruju                     | Luigi Piccatto                    | Gigante n. 8 |
| 34  | 2005 | I sentieri del cielo                              | Luigi Mignacco                     | Luigi Mignacco                    | Luigi Siniscalchi                 | Volume cartonato I vivi e i morti edito da Mondadori nel 1999 |
| 35  | 2005 | Horror Market                                     | Pasquale Ruju                      | Pasquale Ruju                     | Nicola Mari                       | Gigante n. 7 |
| 35  | 2005 | Beffa alla morte                                  | Claudio Chiaverotti                | Claudio Chiaverotti               | Giovanni Freghieri                | Volume cartonato Il monastero edito da Mondadori nel 2000 |
| 35  | 2005 | Scelte sbagliate                                  | Pasquale Ruju                      | Pasquale Ruju                     | Luigi Piccatto                    | Volume cartonato Il treno dei dannati edito da Mondadori nel 2001 |
| 36  | 2005 | Il terzo occhio                                   | Gianfranco Manfredi                | Gianfranco Manfredi               | Maurizio Di Vincenzo              | Gigante n. 7 |
| 36  | 2005 | Il cavallo fantasma                               | Gianfranco Manfredi                | Gianfranco Manfredi               | Giovanni Freghieri                | Volume cartonato La preda umana edito da Mondadori nel 2002 |
| 36  | 2005 | Elke                                              | Pasquale Ruju                      | Pasquale Ruju                     | Nicola Mari                       | Volume cartonato Goliath edito da Mondadori nel 2003 |
| 37  | 2006 | Il treno dei dannati                              | Pasquale Ruju                      | Pasquale Ruju                     | Luigi Piccatto                    | Speciale n. 11 |
| 38  | 2006 | Angoscia                                          | Tiziano Sclavi                     | Tiziano Sclavi                    | Carlo Ambrosini                   | Gigante n. 2 |
| 38  | 2006 | Il violinista                                     | Pasquale Ruju                      | Pasquale Ruju                     | Roberto Rinaldi                   | Almanacco della Paura 2000 |
| 39  | 2006 | La preda umana                                    | Gianfranco Manfredi                | Gianfranco Manfredi               | Giovanni Freghieri                | Speciale n. 12 |
| 39  | 2006 | La Banda dello Zodiaco                            | Gianfranco Manfredi                | Gianfranco Manfredii              | Roberto Rinaldi                   | Gigante n. 8 |
| 40  | 2006 | L'esercito del Male                               | Robin Wood                         | Robin Wood                        | Giovanni Freghieri                | Gigante n. 9 |
| 41  | 2007 | Goliath                                           | Pasquale Ruju                      | Pasquale Ruju                     | Nicola Mari                       | Speciale n. 13 |
| 41  | 2007 | Qualcuno nell'ombra                               | Paola Barbato                      | Paola Barbato                     | Giovanni Freghieri                | Almanacco della Paura 2001 |
| 42  | 2007 | I peccatori di Hellborn                           | Tito Faraci                        | Tito Faraci                       | Corrado Roi                       | Gigante n. 10 |
| 43  | 2007 | Il Grande Marinelli                               | Robin Wood                         | Robin Wood                        | Luigi Piccatto                    | Almanacco della Paura 2002 |
| 43  | 2007 | Ho ucciso Jack lo Squartatore                     | Tiziano Sclavi                     | Tiziano Sclavi                    | Montanari & Grassani              | Maxi n. 2 |
| 44  | 2008 | Il Padrone della Luce                             | Pasquale Ruju                      | Pasquale Ruju                     | Luigi Piccatto                    | Speciale n. 14 |
| 44  | 2008 | Top Secret                                        | Pasquale Ruju                      | Pasquale Ruju                     | Luigi Piccatto                    | Volume cartonato Il Padrone della Luce edito da Mondadori nel 2004 |
| 45  | 2008 | Horror Cult Movie                                 | Pasquale Ruju                      | Pasquale Ruju                     | Maurizio Di Vincenzo              | Gigante n. 11 |
| 46  | 2008 | Il dittatore                                      | Pasquale Ruju                      | Pasquale Ruju                     | Domingo Mandrafina                | Almanacco della Paura 2003 |
| 46  | 2008 | La vita rubata                                    | Fabrizio Accatino                  | Fabrizio Accatino                 | Montanari & Grassani              | Maxi n. 3 |
| 47  | 2009 | Sulla rotta di Moby Dick                          | Tito Faraci                        | Tito Faraci                       | Bruno Brindisi                    | Speciale n. 15 |
| 47  | 2009 | Dagli abissi del tempo                            | Tito Faraci                        | Tito Faraci                       | Bruno Brindisi                    | Volume cartonato Sulla rotta di Moby Dick edito da Mondadori nel 2005 |
| 48  | 2009 | Piovuto dal cielo                                 | Tito Faraci                        | Tito Faraci                       | Giovanni Freghieri                | Gigante n. 12 |
| 49  | 2009 | Le notti di Halloween                             | Giancarlo Marzano                  | Giancarlo Marzano                 | Corrado Roi                       | Almanacco della Paura 2004 |
| 49  | 2009 | L'Esodo                                           | Paola Barbato                      | Paola Barbato                     | Montanari & Grassani              | Maxi n. 4 |
| 50  | 2010 | Dov'è finito Dylan Dog?                           | Pasquale Ruju                      | Pasquale Ruju                     | Giovanni Freghieri                | Speciale n. 16 |
| 50  | 2010 | Cuore di Zombie                                   | Alessandro Bilotta                 | Alessandro Bilotta                | Daniele Bigliardo                 | Gigante n. 16 |
| 51  | 2010 | Il "Senza Nome"                                   | Paola Barbato                      | Paola Barbato                     | Giancarlo Alessandrini            | Gigante n. 13 |
| 52  | 2010 | La strada per Babenco                             | Fabrizio Accatino                  | Fabrizio Accatino                 | Nicola Mari                       | Almanacco della Paura 2005 |
| 52  | 2010 | Cavie umane                                       | Giuseppe De Nardo                  | Giuseppe De Nardo                 | Montanari & Grassani              | Maxi n. 3 |
| 53  | 2011 | La fortezza del demone                            | Tito Faraci                        | Tito Faraci                       | Fabio Celoni                      | Speciale n. 17 |
| 53  | 2011 | Uno, Nessuno e Centomila                          | Giovanni Di Gregorio               | Giovanni Di Gregorio              | Fabio Celoni                      | Gigante n. 17 |
| 54  | 2011 | I cerchi nel grano                                | Bruno Enna                         | Bruno Enna                        | Giovanni Freghieri                | Gigante n. 14 |
| 55  | 2011 | Il vivaio                                         | Pasquale Ruju                      | Pasquale Ruju                     | Giovanni Freghieri                | Almanacco della Paura 2006 |
| 55  | 2011 | La vendetta del tempo                             | Claudio Chiaverotti                | Claudio Chiaverotti               | Montanari & Grassani              | Maxi n. 1 |
| 56  | 2012 | La scelta                                         | Paola Barbato                      | Paola Barbato                     | Luigi Piccatto                    | Speciale n. 18 |
| 56  | 2012 | Febbre di ghiaccio                                | Bruno Enna                         | Bruno Enna                        | Antonio De Luca                   | Gigante n. 16 |
| 57  | 2012 | La lunga notte                                    | Paola Barbato                      | Paola Barbato                     | Luigi Piccatto                    | Gigante n. 15 |
| 58  | 2012 | Il capolinea                                      | Giancarlo Marzano                  | Giancarlo Marzano                 | Giampiero Casertano               | Almanacco della Paura 2007 |
| 58  | 2012 | L'uomo di plastica                                | Bruno Enna                         | Bruno Enna                        | Montanari & Grassani              | Maxi n. 7 |
| 59  | 2013 | La peste                                          | Paola Barbato                      | Paola Barbato                     | Corrado Roi                       | Speciale n. 19 |
| 59  | 2013 | Call Center                                       | Giovanni Gualdoni                  | Giovanni Gualdoni                 | Stefano Voltolini                 | Gigante n. 17 |
| 60  | 2013 | L'assedio di Sand Manor                           | Giancarlo Marzano                  | Giancarlo Marzano                 | Giovanni Freghieri                | Gigante n. 16 |
| 60  | 2013 | La Foresta Perduta                                | Tito Faraci                        | Tito Faraci                       | Maurizio Di Vincenzo              | Gigante n. 17 |
| 61  | 2013 | Appuntamento con il destino                       | Luigi Mignacco                     | Luigi Mignacco                    | Giovanni Freghieri                | Almanacco della Paura 2008 |
| 61  | 2013 | Il capobranco                                     | Paola Barbato                      | Paola Barbato                     | Montanari & Grassani              | Maxi n. 6 |
| 62  | 2014 | Licantropia                                       | Gianluigi Gonano                   | Gianluigi Gonano                  | Ugolino Cossu                     | Speciale n. 20 |
| 62  | 2014 | Per una rosa                                      | Giovanni Di Gregorio               | Giovanni Di Gregorio              | Pietro Dall'Agnol                 | Gigante n. 18 |
| 63  | 2014 | Il Dogma                                          | Paola Barbato                      | Paola Barbato                     | Giampiero Casertano               | Gigante n. 16 |
| 63  | 2014 | La statua di carne                                | Bruno Enna                         | Bruno Enna                        | Nicola Mari                       | Gigante n. 17 |
| 64  | 2014 | I conigli rosa colpiscono ancora                  | Luigi Mignacco                     | Luigi Mignacco                    | Luigi Piccatto e Giorgio Sommacal | Almanacco della Paura 2009 |
| 64  | 2014 | Meteoropatia                                      | Luigi Mignacco                     | Luigi Mignacco                    | Montanari & Grassani              | Maxi n. 10 |
| 65  | 2015 | Reality Show                                      | Michele Medda                      | Michele Medda                     | Luigi Piccatto e Giorgio Sommacal | Speciale n. 21 |
| 65  | 2015 | Autoscatto                                        | Giancarlo Marzano                  | Giancarlo Marzano                 | Piero Dall'Agnol                  | Gigante n. 19 |
| 66  | 2015 | Il vecchio che legge                              | Fabio Celoni                       | Fabio Celoni                      | Fabio Celoni                      | Gigante n. 18 |
| 66  | 2015 | Il penitente                                      | Pasquale Ruju                      | Pasquale Ruju                     | Giovanni Freghieri                | Gigante n. 19 |
| 67  | 2015 | Trappola di vetro                                 | Giovanni Gualdoni                  | Giovanni Gualdoni                 | Luigi Piccatto                    | Almanacco della paura 2010 |
| 67  | 2015 | Jenny Dentiverdi                                  | Bruno Enna                         | Bruno Enna                        | Montanari & Grassani              | Maxi n. 9 |
| 68  | 2016 | Profondo blu                                      | Pasquale Ruju                      | Pasquale Ruju                     | Giovanni Freghieri                | Speciale n. 22 |
| 68  | 2016 | Blatte                                            | Giovanni Gualdoni                  | Giovanni Gualdoni                 | Franco Saudelli                   | Gigante n. 18 |
| 69  | 2016 | Tueentoun                                         | Paola Barbato                      | Paola Barbato                     | Bruno Brindisi                    | Gigante n. 18 |
| 69  | 2016 | Belve di città                                    | Luigi Mignacco                     | Luigi Mignacco                    | Luigi Piccatto                    | Gigante n. 19 |
| 70  | 2016 | La convocazione                                   | Giovanni Gualdoni                  | Giovanni Gualdoni                 | Ugolino Cossu                     | Almanacco della paura 2011 |
| 70  | 2016 | Gli "Untori"                                      | Giancarlo Marzano                  | Giancarlo Marzano                 | Montanari & Grassani              | Maxi n. 11 |
| 71  | 2017 | L'angelo caduto                                   | Pasquale Ruju                      | Pasquale Ruju                     | Nicola Mari                       | Speciale n. 23 |
| 71  | 2017 | La confessione                                    | Giovanni Gualdoni                  | Giovanni Gualdoni                 | Daniela Vetro                     | Gigante n. 19 |
| 72  | 2017 | L'alleanza                                        | Alessandro Bilotta                 | Alessandro Bilotta                | Luigi Piccatto                    | Gigante n. 20 |
| 72  | 2017 | La voce negata                                    | Giancarlo Marzano                  | Giancarlo Marzano                 | Roberto Rinaldi                   | Gigante n. 21 |
| 73  | 2017 | L'eliminazione                                    | Roberto Recchioni e Mauro Uzzeo    | Roberto Recchioni e Mauro Uzzeo   | Bruno Brindisi                    | Almanacco n. 22 |
| 73  | 2017 | Le morti bianche                                  | Giovanni Gualdoni                  | Giovanni Gualdoni                 | Montanari & Grassani              | Maxi n. 12 |
| 74  | 2018 | Il santuario                                      | Paola Barbato                      | Paola Barbato                     | Giovanni Freghieri                | Speciale n. 24 |
| 74  | 2018 | La vicina di casa                                 | Pasquale Ruju                      | Pasquale Ruju                     | Val Romeo                         | Gigante n. 22 |
| 75  | 2018 | Effetti collaterali                               | Carlo Ambrosini                    | Carlo Ambrosini                   | Carlo Ambrosini                   | Gigante n. 20 |
| 75  | 2018 | Il parassita                                      | Andrea Cavaletto                   | Andrea Cavaletto                  | Alessandro Baggi                  | Gigante n. 21 |

### Almanacco della Paura
Tutte le copertine sono di Angelo Stano
| Nr. | Anno | Titolo                           | Soggetto                        | Sceneggiatura                   | Disegni               |
| --- | ---- | -------------------------------- | ------------------------------- | ------------------------------- | --------------------- |
| 1   | 1991 | Dopo il Grande Splendore         | Tiziano Sclavi                  | Tiziano Sclavi                  | Gabriele Pennacchioli |
| 1   | 1991 | La cantina                       | Tiziano Sclavi                  | Tiziano Sclavi                  | Corrado Roi           |
| 2   | 1992 | La maschera del demonio          | Tiziano Sclavi                  | Claudio Chiaverotti             | Gabriele Pennacchioli |
| 3   | 1993 | Il diavolo nella bottiglia       | Tiziano Sclavi                  | Tiziano Sclavi                  | Luigi Piccatto        |
| 3   | 1993 | Il ritorno del vampiro           | Tiziano Sclavi                  | Tiziano Sclavi                  | Corrado Roi           |
| 4   | 1994 | Risvegli                         | Tiziano Sclavi                  | Tiziano Sclavi                  | Ugolino Cossu         |
| 4   | 1994 | C'era una volta…                 | Michele Medda                   | Michele Medda                   | Luigi Piccatto        |
| 5   | 1995 | L'uccisore di mostri             | Claudio Chiaverotti             | Claudio Chiaverotti             | Luigi Siniscalchi     |
| 6   | 1996 | Il mondo perduto                 | Luigi Mignacco                  | Luigi Mignacco                  | Montanari & Grassani  |
| 7   | 1997 | Paura di vivere                  | Claudio Chiaverotti             | Claudio Chiaverotti             | Ugolino Cossu         |
| 8   | 1998 | La stirpe degli immortali        | Pasquale Ruju                   | Pasquale Ruju                   | Roberto Rinaldi       |
| 9   | 1999 | Sperduti nel nulla               | Giuseppe De Nardo               | Giuseppe De Nardo               | Luigi Piccatto        |
| 10  | 2000 | Il violinista                    | Pasquale Ruju                   | Pasquale Ruju                   | Roberto Rinaldi       |
| 11  | 2001 | Qualcuno nell'ombra              | Paola Barbato                   | Paola Barbato                   | Giovanni Freghieri    |
| 12  | 2002 | Il grande Marinelli              | Robin Wood                      | Robin Wood                      | Luigi Piccatto        |
| 13  | 2003 | Il dittatore                     | Pasquale Ruju                   | Pasquale Ruju                   | Domingo Mandrafina    |
| 14  | 2004 | Le notti di Halloween            | Giancarlo Marzano               | Giancarlo Marzano               | Corrado Roi           |
| 15  | 2005 | La strada per Babenco            | Fabrizio Accatino               | Fabrizio Accatino               | Nicola Mari           |
| 16  | 2006 | Il vivaio                        | Pasquale Ruju                   | Pasquale Ruju                   | Giovanni Freghieri    |
| 17  | 2007 | Il capolinea                     | Giancarlo Marzano               | Giancarlo Marzano               | Giampiero Casertano   |
| 18  | 2008 | Appuntamento con il destino      | Luigi Mignacco                  | Luigi Mignacco                  | Giovanni Freghieri    |
| 19  | 2009 | I Conigli Rosa colpiscono ancora | Luigi Mignacco                  | Luigi Mignacco                  | Luigi Piccatto        |
| 20  | 2010 | Trappola di vetro                | Giovanni Gualdoni               | Giovanni Gualdoni               | Luigi Piccatto        |
| 21  | 2011 | La convocazione                  | Giovanni Gualdoni               | Giovanni Gualdoni               | Ugolino Cossu         |
| 22  | 2012 | L'eliminazione                   | Roberto Recchioni e Mauro Uzzeo | Roberto Recchioni e Mauro Uzzeo | Bruno Brindisi        |
| 23  | 2013 | La cara mamma                    | Giancarlo Marzano               | Giancarlo Marzano               | Giovanni Freghieri    |
| 24  | 2014 | Il Principe d'inverno            | Alessandro Bilotta              | Alessandro Bilotta              | Sergio Gerasi         |

### Dylan Dog Magazine
Tutte le copertine sono di Bruno Brindisi
| Nr. | Anno | Titolo                          | Soggetto          | Sceneggiatura     | Disegni              |
| --- | ---- | ------------------------------- | ----------------- | ----------------- | -------------------- |
| 1   | 2015 | Nuovo Cinema Wickedford         | Davide Barzi      | Davide Barzi      | Bruno Brindisi       |
| 1   | 2015 | Il saldo                        | Giovanni Gualdoni | Giovanni Gualdoni | Fabrizio De Tommaso  |
| 2   | 2016 | Il mostruoso banchetto          | Alberto Ostini    | Alberto Ostini    | Paolo Bacilieri      |
| 2   | 2016 | Ricordi di un'estate            | Alberto Ostini    | Alberto Ostini    | Luca Genovese        |
| 3   | 2017 | Villa Serena                    | Alberto Ostini    | Alberto Ostini    | Riccardo Torti       |
| 3   | 2017 | Il labirinto                    | Alberto Ostini    | Alberto Ostini    | Giorgio Pontrelli    |
| 4   | 2018 | Il luogo oscuro                 | Alberto Ostini    | Alberto Ostini    | Giulio Camagni       |
| 4   | 2018 | Il vuoto                        | Alberto Ostini    | Alberto Ostini    | Paolo Bacilieri      |
| 5   | 2019 | Dal mio sangue                  | Alberto Ostini    | Alberto Ostini    | Giulio Camagni       |
| 5   | 2019 | La scacchiera di Dio            | Alberto Ostini    | Alberto Ostini    | Giorgio Pontrelli    |
| 6   | 2020 | Sweet little doll               | Paola Barbato     | Paola Barbato     | Giulio Camagni       |
| 6   | 2020 | I due padri                     | Alberto Ostini    | Alberto Ostini    | Paolo Bacilieri      |
| 7   | 2021 | Il gioco dell'amore e dell'odio | Paola Barbato     | Paola Barbato     | Alessandro Baggi     |
| 7   | 2021 | Charles non vuole andare        | Andrea Cavaletto  | Andrea Cavaletto  | Franco Saudelli      |
| 8   | 2022 | Il faro                         | Giancarlo Marzano | Giancarlo Marzano | Montanari & Grassani |
| 8   | 2022 | Come in uno specchio deformante | Pasquale Ruju     | Pasquale Ruju     | Vito Rallo           |

### Dylan Dog Gigante
Tutte le copertine sono di Angelo Stano
| Nr. | Anno | Titolo                           | Soggetto                           | Sceneggiatura        | Disegni                |
| --- | ---- | -------------------------------- | ---------------------------------- | -------------------- | ---------------------- |
| 1   | 1993 | Totentanz                        | Tiziano Sclavi e Mauro Marcheselli | Tiziano Sclavi       | Giampiero Casertano    |
| 1   | 1993 | Delitti d'amore                  | Tiziano Sclavi                     | Tiziano Sclavi       | Bruno Brindisi         |
| 1   | 1993 | Il Giorno del Giudizio           | Tiziano Sclavi                     | Tiziano Sclavi       | Ugolino Cossu          |
| 2   | 1994 | L'inquilino del terzo piano      | Tiziano Sclavi                     | Tiziano Sclavi       | Giampiero Casertano    |
| 2   | 1994 | Taxi!                            | Tiziano Sclavi                     | Tiziano Sclavi       | Bruno Brindisi         |
| 2   | 1994 | Angoscia                         | Tiziano Sclavi                     | Tiziano Sclavi       | Carlo Ambrosini        |
| 2   | 1994 | Margherite                       | Carlo Ambrosini                    | Tiziano Sclavi       | Carlo Ambrosini        |
| 3   | 1994 | Marionette                       | Mauro Marcheselli                  | Gianluigi Gonano     | Bruno Brindisi         |
| 3   | 1994 | Falce di Luna                    | Claudio Chiaverotti                | Claudio Chiaverotti  | Pietro Dall'Agnol      |
| 4   | 1995 | Cronache di straordinaria follia | Claudio Chiaverotti                | Claudio Chiaverotti  | Andrea Venturi         |
| 4   | 1995 | Era morta                        | Tiziano Sclavi                     | Tiziano Sclavi       | Angelo Stano           |
| 4   | 1995 | Delitti a passo di danza         | Gianfranco Manfredi                | Gianfranco Manfredi  | Giovanni Freghieri     |
| 4   | 1995 | Il vicino di casa                | Pasquale Ruju                      | Pasquale Ruju        | Enea Riboldi           |
| 5   | 1996 | Il canto della sirena            | Pasquale Ruju                      | Pasquale Ruju        | Daniele Bigliardo      |
| 5   | 1996 | Serial killer                    | Mauro Marcheselli                  | Tiziano Sclavi       | Nicola Mari            |
| 5   | 1996 | L'ultima mutazione               | Claudio Chiaverotti                | Claudio Chiaverotti  | Giampiero Casertano    |
| 5   | 1996 | Un incubo in soffitta            | Tiziano Sclavi                     | Tiziano Sclavi       | Franco Saudelli        |
| 6   | 1997 | Il masticatore di sudari         | Gianfranco Manfredi                | Gianfranco Manfredi  | Corrado Roi            |
| 6   | 1997 | Sangue di lupo                   | Pasquale Ruju                      | Pasquale Ruju        | Angelo Stano           |
| 6   | 1997 | Morte di una stella              | Luigi Mignacco                     | Luigi Mignacco       | Giovanni Freghieri     |
| 6   | 1997 | Il mistero dell'isola d'Yd       | Tiziano Sclavi                     | Tiziano Sclavi       | Enea Riboldi           |
| 7   | 1998 | Horror Market                    | Pasquale Ruju                      | Pasquale Ruju        | Nicola Mari            |
| 7   | 1998 | L'incubo dell'Indagatore         | Tiziano Sclavi                     | Tiziano Sclavi       | Claudio Villa          |
| 7   | 1998 | Il terzo occhio                  | Gianfranco Manfredi                | Gianfranco Manfredi  | Maurizio Di Vincenzo   |
| 7   | 1998 | Duello all'alba                  | Pasquale Ruju                      | Pasquale Ruju        | Franco Saudelli        |
| 8   | 1999 | Il gatto nero                    | Gianluigi Puccioni                 | Tiziano Sclavi       | Angelo Stano           |
| 8   | 1999 | La Banda dello Zodiaco           | Gianfranco Manfredi                | Gianfranco Manfredii | Roberto Rinaldi        |
| 8   | 1999 | Cuori randagi                    | Tiziano Sclavi                     | Tiziano Sclavi       | Enea Riboldi           |
| 8   | 1999 | Il pozzo dei dannati             | Gianluigi Gonano                   | Gianluigi Gonano     | Angelo Stano           |
| 8   | 1999 | L'Altro                          | Pasquale Ruju                      | Pasquale Ruju        | Luigi Piccatto         |
| 9   | 2000 | L'esercito del Male              | Robin Wood                         | Robin Wood           | Giovanni Freghieri     |
| 10  | 2001 | I peccatori di Hellborn          | Tito Faraci                        | Tito Faraci          | Corrado Roi            |
| 11  | 2002 | Horror Cult Movie                | Pasquale Ruju                      | Pasquale Ruju        | Maurizio Di Vincenzo   |
| 12  | 2003 | Piovuto dal cielo                | Tito Faraci                        | Tito Faraci          | Giovanni Freghieri     |
| 13  | 2004 | Il "Senza Nome"                  | Paola Barbato                      | Paola Barbato        | Giancarlo Alessandrini |
| 14  | 2005 | I cerchi nel grano               | Bruno Enna                         | Bruno Enna           | Giovanni Freghieri     |
| 15  | 2006 | La lunga notte                   | Paola Barbato                      | Paola Barbato        | Luigi Piccatto         |
| 16  | 2007 | L'assedio di Sand Manor          | Giancarlo Marzano                  | Giancarlo Marzano    | Giovanni Freghieri     |
| 16  | 2007 | Cuore di Zombie                  | Alessandro Bilotta                 | Alessandro Bilotta   | Daniele Bigliardo      |
| 16  | 2007 | Il Dogma                         | Paola Barbato                      | Paola Barbato        | Giampiero Casertano    |
| 16  | 2007 | Febbre di ghiaccio               | Bruno Enna                         | Bruno Enna           | Antonio De Luca        |
| 17  | 2008 | La statua di carne               | Bruno Enna                         | Bruno Enna           | Nicola Mari            |
| 17  | 2008 | Call Center                      | Giovanni Gualdoni                  | Giovanni Gualdoni    | Stefano Voltolini      |
| 17  | 2008 | La foresta perduta               | Tito Faraci                        | Tito Faraci          | Maurizio Di Vincenzo   |
| 17  | 2008 | Uno, nessuno e centomila         | Giovanni Di Gregorio               | Giovanni Di Gregorio | Fabio Celoni           |
| 18  | 2009 | Il vecchio che legge             | Fabio Celoni                       | Fabio Celoni         | Fabio Celoni           |
| 18  | 2009 | Blatte                           | Giovanni Gualdoni                  | Giovanni Gualdoni    | Franco Saudelli        |
| 18  | 2009 | Tueentoun                        | Paola Barbato                      | Paola Barbato        | Bruno Brindisi         |
| 18  | 2009 | Per una rosa                     | Giovanni Di Gregorio               | Giovanni Di Gregorio | Pietro Dall'Agnol      |
| 19  | 2010 | Belve di città                   | Luigi Mignacco                     | Luigi Mignacco       | Luigi Piccatto         |
| 19  | 2010 | Autoscatto                       | Giancarlo Marzano                  | Giancarlo Marzano    | Piero Dall'Agnol       |
| 19  | 2010 | Il penitente                     | Pasquale Ruju                      | Pasquale Ruju        | Giovanni Freghieri     |
| 19  | 2010 | La confessione                   | Giovanni Gualdoni                  | Giovanni Gualdoni    | Daniela Vetro          |
| 20  | 2011 | L'alleanza                       | Alessandro Bilotta                 | Alessandro Bilotta   | Luigi Piccatto         |
| 20  | 2011 | La sala della tortura            | Giovanni Gualdoni                  | Giovanni Gualdoni    | Marco Bianchini        |
| 20  | 2011 | Effetti collaterali              | Carlo Ambrosini                    | Carlo Ambrosini      | Carlo Ambrosini        |
| 20  | 2011 | Voodoo                           | Giovanni Gualdoni                  | Giovanni Gualdoni    | Piero Dall'Agnol       |
| 21  | 2012 | Il parassita                     | Andrea Cavaletto                   | Andrea Cavaletto     | Alessandro Baggi       |
| 21  | 2012 | Morte apparente                  | Giovanni Gualdoni                  | Giovanni Gualdoni    | Gabriele Ornigotti     |
| 21  | 2012 | La voce negata                   | Giancarlo Marzano                  | Giancarlo Marzano    | Roberto Rinaldi        |
| 21  | 2012 | Qualcuno sul fondo               | Giovanni Gualdoni                  | Giovanni Gualdoni    | Claudio Stessi         |
| 22  | 2013 | Il tramonto dei vivi morenti     | Alessandro Bilotta                 | Alessandro Bilotta   | Daniela Vetro          |
| 22  | 2013 | La vicina di casa                | Pasquale Ruju                      | Pasquale Ruju        | Val Romeo              |
| 22  | 2013 | Più forte della carne            | Giuseppe De Nardo                  | Giuseppe De Nardo    | Giampiero Casertano    |
| 22  | 2013 | In linea con l'Aldilà            | Giovanni Gualdoni                  | Giovanni Gualdoni    | Fernando Caretta       |

### Maxi Dylan Dog-Maxi Dylan Dog Old Boy
| Nr. | Anno | Titolo                                                                  | Soggetto e Sceneggiatura                                        | Disegni                                                              | Copertina               |
| --- | ---- | ----------------------------------------------------------------------- | --------------------------------------------------------------- | -------------------------------------------------------------------- | ----------------------- |
| 1   | 1998 | Il fiore d'ombra                                                        | Pasquale Ruju                                                   | Montanari & Grassani                                                 | Angelo Stano            |
| 1   | 1998 | Le stagioni della vita                                                  | Gianfranco Manfredi                                             | Montanari & Grassani                                                 | Angelo Stano            |
| 1   | 1998 | La vendetta del tempo                                                   | Claudio Chiaverotti                                             | Montanari & Grassani                                                 | Angelo Stano            |
| 2   | 1999 | Ho ucciso Jack lo Squartatore                                           | Tiziano Sclavi                                                  | Montanari & Grassani                                                 | Angelo Stano            |
| 2   | 1999 | L'idolo della folla                                                     | Pasquale Ruju                                                   | Montanari & Grassani                                                 | Angelo Stano            |
| 2   | 1999 | Complesso di colpa                                                      | Gianfranco Manfredi                                             | Montanari & Grassani                                                 | Angelo Stano            |
| 3   | 2000 | La radio fantasma                                                       | Pasquale Ruju                                                   | Montanari & Grassani                                                 | Angelo Stano            |
| 3   | 2000 | Cavie umane                                                             | Giuseppe De Nardo                                               | Montanari & Grassani                                                 | Angelo Stano            |
| 3   | 2000 | La vita rubata                                                          | Fabrizio Accatino                                               | Montanari & Grassani                                                 | Angelo Stano            |
| 4   | 2001 | L'Esodo                                                                 | Paola Barbato                                                   | Montanari & Grassani                                                 | Angelo Stano            |
| 4   | 2001 | Il cristallo Arcobaleno                                                 | Luigi Mignacco                                                  | Montanari & Grassani                                                 | Angelo Stano            |
| 4   | 2001 | Piccole bugie                                                           | Pasquale Ruju                                                   | Montanari & Grassani                                                 | Angelo Stano            |
| 5   | 2002 | La voce del Diavolo                                                     | Tito Faraci                                                     | Montanari & Grassani                                                 | Angelo Stano            |
| 5   | 2002 | All'ombra del destino                                                   | Pasquale Ruju                                                   | Montanari & Grassani                                                 | Angelo Stano            |
| 5   | 2002 | Le mani assassine                                                       | Stefano Santarelli                                              | Montanari & Grassani                                                 | Angelo Stano            |
| 6   | 2003 | Il capobranco                                                           | Paola Barbato                                                   | Montanari & Grassani                                                 | Angelo Stano            |
| 6   | 2003 | La Donna venuta dal Nulla                                               | Robin Wood                                                      | Montanari & Grassani                                                 | Angelo Stano            |
| 6   | 2003 | Futuro imperfetto                                                       | Pasquale Ruju                                                   | Montanari & Grassani                                                 | Angelo Stano            |
| 7   | 2004 | L'uomo di plastica                                                      | Bruno Enna                                                      | Montanari & Grassani                                                 | Angelo Stano            |
| 7   | 2004 | Fantasma cercasi                                                        | Tito Faraci                                                     | Montanari & Grassani                                                 | Angelo Stano            |
| 7   | 2004 | L'alchimista                                                            | Pasquale Ruju                                                   | Montanari & Grassani                                                 | Angelo Stano            |
| 8   | 2005 | Demon blob                                                              | Tito Faraci                                                     | Montanari & Grassani                                                 | Angelo Stano            |
| 8   | 2005 | Autocombustione                                                         | Pasquale Ruju                                                   | Montanari & Grassani                                                 | Angelo Stano            |
| 8   | 2005 | Terrore sul mare                                                        | Giancarlo Marzano                                               | Montanari & Grassani                                                 | Angelo Stano            |
| 9   | 2006 | Lo "scavatombe"                                                         | Giancarlo Marzano                                               | Montanari & Grassani                                                 | Angelo Stano            |
| 9   | 2006 | Il passo del gambero                                                    | Giovanni Di Gregorio                                            | Montanari & Grassani                                                 | Angelo Stano            |
| 9   | 2006 | Jenny Dentiverdi                                                        | Bruno Enna                                                      | Montanari & Grassani                                                 | Angelo Stano            |
| 10  | 2007 | Meteoropatia                                                            | Luigi Mignacco                                                  | Montanari & Grassani                                                 | Angelo Stano            |
| 10  | 2007 | Il dono degli Hurlington                                                | Giancarlo Marzano                                               | Montanari & Grassani                                                 | Angelo Stano            |
| 10  | 2007 | Gli abitatori dell'abisso                                               | Pasquale Ruju                                                   | Montanari & Grassani                                                 | Angelo Stano            |
| 11  | 2008 | L'Eclissi                                                               | Luigi Mignacco                                                  | Montanari & Grassani                                                 | Angelo Stano            |
| 11  | 2008 | Blackout                                                                | Giovanni Di Gregorio                                            | Montanari & Grassani                                                 | Angelo Stano            |
| 11  | 2008 | Gli "Untori"                                                            | Giancarlo Marzano                                               | Montanari & Grassani                                                 | Angelo Stano            |
| 12  | 2009 | Le morti bianche                                                        | Giovanni Gualdoni                                               | Montanari & Grassani                                                 | Angelo Stano            |
| 12  | 2009 | I sei corvi                                                             | Bruno Enna                                                      | Montanari & Grassani                                                 | Angelo Stano            |
| 12  | 2009 | Oggetti smarriti                                                        | Alessandro Bilotta                                              | Montanari & Grassani                                                 | Angelo Stano            |
| 13  | 2010 | L'armata di pietra                                                      | Andrea Cavaletto                                                | Montanari & Grassani                                                 | Angelo Stano            |
| 13  | 2010 | Fuori orario                                                            | Giovanni Di Gregorio                                            | Montanari & Grassani                                                 | Angelo Stano            |
| 13  | 2010 | Sorvegliato speciale                                                    | Luigi Mignacco                                                  | Montanari & Grassani                                                 | Angelo Stano            |
| 14  | 2011 | La capanna nel bosco                                                    | Giancarlo Marzano                                               | Corrado Roi                                                          | Angelo Stano            |
| 14  | 2011 | Paranoia                                                                | Pasquale Ruju                                                   | Corrado Roi                                                          | Angelo Stano            |
| 14  | 2011 | Gita fuori porta                                                        | Luigi Mignacco                                                  | Corrado Roi                                                          | Angelo Stano            |
| 15  | 2011 | L'avamposto perduto                                                     | Giovanni Gualdoni                                               | Montanari & Grassani                                                 | Angelo Stano            |
| 15  | 2011 | La nave nera                                                            | Giancarlo Marzano                                               | Montanari & Grassani                                                 | Angelo Stano            |
| 15  | 2011 | Il vigilante                                                            | Roberto Recchioni                                               | Montanari & Grassani                                                 | Angelo Stano            |
| 16  | 2012 | Gli spietati                                                            | Giancarlo Marzano                                               | Giovanni Freghieri                                                   | Angelo Stano            |
| 16  | 2012 | L'avversario                                                            | Luigi Mignacco                                                  | Giovanni Freghieri                                                   | Angelo Stano            |
| 16  | 2012 | Dritto al cuore                                                         | Giovanni Di Gregorio                                            | Giovanni Freghieri                                                   | Angelo Stano            |
| 17  | 2012 | Chiamata dall'Inferno                                                   | Paola Barbato                                                   | Montanari & Grassani                                                 | Angelo Stano            |
| 17  | 2012 | La verità sommersa                                                      | Giancarlo Marzano                                               | Montanari & Grassani                                                 | Angelo Stano            |
| 17  | 2012 | Vite gemelle                                                            | Giovanni Gualdoni                                               | Montanari & Grassani                                                 | Angelo Stano            |
| 18  | 2013 | Effetti speciali                                                        | Andrea Cavaletto                                                | Luigi Piccatto                                                       | Angelo Stano            |
| 18  | 2013 | Il processo                                                             | Giuseppe De Nardo                                               | Luigi Piccatto                                                       | Angelo Stano            |
| 18  | 2013 | Le scarpe del morto                                                     | Giancarlo Marzano                                               | Luigi Piccatto                                                       | Angelo Stano            |
| 19  | 2013 | Alla ricerca della felicità                                             | Giovanni Di Gregorio                                            | Montanari & Grassani                                                 | Angelo Stano            |
| 19  | 2013 | Kidnapping                                                              | Pasquale Ruju                                                   | Montanari & Grassani                                                 | Angelo Stano            |
| 19  | 2013 | L'Eroe                                                                  | Giovanni Gualdoni                                               | Montanari & Grassani                                                 | Angelo Stano            |
| 20  | 2014 | Io uccido, tu uccidi                                                    | Giovanni Di Gregorio                                            | Ugolino Cossu                                                        | Angelo Stano            |
| 20  | 2014 | L'attimo morente                                                        | Giancarlo Marzano                                               | Ugolino Cossu                                                        | Angelo Stano            |
| 20  | 2014 | Racconti sotterranei                                                    | Luigi Mignacco                                                  | Ugolino Cossu                                                        | Angelo Stano            |
| 21  | 2014 | Devil's trip                                                            | Andrea Cavaletto                                                | Montanari & Grassani                                                 | Angelo Stano            |
| 21  | 2014 | Con le migliori intenzioni                                              | Giovanni Di Gregorio                                            | Montanari & Grassani                                                 | Angelo Stano            |
| 21  | 2014 | Una brutta piega                                                        | Giovanni Gualdoni                                               | Montanari & Grassani                                                 | Angelo Stano            |
| 22  | 2014 | Il futuro alle spalle                                                   | Luigi Mignacco                                                  | Corrado Roi                                                          | Luigi Cavenago          |
| 22  | 2014 | L'armonia del silenzio                                                  | Luigi Mignacco                                                  | Luigi Piccatto, Matteo Santaniello, Renato Riccio                    | Luigi Cavenago          |
| 22  | 2014 | La festa dei mostri                                                     | Luigi Mignacco                                                  | Riccardo Torti                                                       | Luigi Cavenago          |
| 23  | 2015 | Chiuso nell'incubo                                                      | Giovanni Di Gregorio                                            | Maurizio Di Vincenzo                                                 | Luigi Cavenago          |
| 23  | 2015 | A volte non ritornano                                                   | Giancarlo Marzano                                               | Giorgio Pontrelli                                                    | Luigi Cavenago          |
| 23  | 2015 | Sciopero generale                                                       | Giovanni Gualdoni                                               | Alessandro Baggi                                                     | Luigi Cavenago          |
| 24  | 2015 | La follia di Pete Brennan                                               | Paola Barbato                                                   | Montanari & Grassani                                                 | Luigi Cavenago          |
| 24  | 2015 | Craven Road 7                                                           | Giovanni Gualdoni                                               | Montanari & Grassani                                                 | Luigi Cavenago          |
| 24  | 2015 | Scatole cinesi                                                          | Giovanni Di Gregorio                                            | Montanari & Grassani                                                 | Luigi Cavenago          |
| 25  | 2015 | Halloween Express                                                       | Giulio Antonio Gualtieri, Stefano Marsiglia, Michele Monteleone | Giorgio Pontrelli                                                    | Luigi Cavenago          |
| 25  | 2015 | Sul filo della spada                                                    | Andrea Cavaletto                                                | Luca Dell'Uomo                                                       | Luigi Cavenago          |
| 25  | 2015 | A cena con il morto                                                     | Giovanni Di Gregorio                                            | Ugolino Cossu                                                        | Luigi Cavenago          |
| 26  | 2016 | In fuga                                                                 | Giuseppe De Nardo                                               | Riccardo Torti                                                       | Luigi Cavenago          |
| 26  | 2016 | Il lago nero                                                            | Rita Porretto & Silvia Mericone                                 | Valerio Piccioni e Maurizio Di Vincenzo                              | Luigi Cavenago          |
| 26  | 2016 | Per amore del diavolo                                                   | Claudio Chiaverotti                                             | Gianluigi Coppola                                                    | Luigi Cavenago          |
| 27  | 2016 | Messaggi da uno sconosciuto                                             | Giovanni Di Gregorio                                            | Montanari & Grassani                                                 | Luigi Cavenago          |
| 27  | 2016 | La notte delle stelle cadenti                                           | Giovanni Di Gregorio                                            | Montanari & Grassani                                                 | Luigi Cavenago          |
| 27  | 2016 | Ritorno di fiamma                                                       | Giovanni Di Gregorio                                            | Montanari & Grassani                                                 | Luigi Cavenago          |
| 28  | 2016 | Mezzanotte di fuoco                                                     | Giovanni Di Gregorio                                            | Luigi Piccatto & Giulia Massaglia                                    | Luigi Cavenago          |
| 28  | 2016 | Svegliarsi ieri                                                         | Giovanni Di Gregorio                                            | Daniele Bigliardo                                                    | Luigi Cavenago          |
| 28  | 2016 | Cuore di mamma                                                          | Giovanni Gualdoni                                               | Alessia Martusciello                                                 | Luigi Cavenago          |
| 28  | 2016 | Romeo e Giulietta devono morire!                                        | Giovanni Gualdoni                                               | Val Romeo                                                            | Luigi Cavenago          |
| 28  | 2016 | La camera blindata                                                      | Giovanni Gualdoni                                               | Fabrizio Russo                                                       | Luigi Cavenago          |
| 28  | 2016 | La rapina                                                               | Giovanni Gualdoni                                               | Alessia Martusciello                                                 | Luigi Cavenago          |
| 29  | 2017 | Il sorriso dell'assassino                                               | Giovanni Gualdoni                                               | Luigi Piccatto, Renato Riccio, Matteo Santaniello                    | Andrea Accardi          |
| 29  | 2017 | Il gioco del dolore                                                     | Claudio Chiaverotti                                             | Gabriele Pennacchioli                                                | Andrea Accardi          |
| 29  | 2017 | Il burattinaio                                                          | Giancarlo Marzano                                               | Fernando Caretta                                                     | Andrea Accardi          |
| 30  | 2017 | Oltre i confini della realtà - Prima parte: La danza della Morte        | Luigi Mignacco                                                  | Montanari & Grassani                                                 | Andrea Accardi          |
| 30  | 2017 | Oltre i confini della realtà - Seconda parte: Il vagabondo degli inferi | Luigi Mignacco                                                  | Giuseppe Montanari e Cesare Valeri                                   | Andrea Accardi          |
| 30  | 2017 | Oltre i confini della realtà - Terza parte: Il costo della vita         | Luigi Mignacco                                                  | Montanari & Grassani e Claudio Lopresti                              | Andrea Accardi          |
| 31  | 2017 | Rosso come il sole, caldo come il piombo                                | Giovanni Di Gregorio                                            | Luigi Piccatto, Giulia Massaglia, Fabio Piccatto, Matteo Santaniello | Andrea Accardi          |
| 31  | 2017 | Il silenzio del lupo                                                    | Andrea Cavaletto                                                | Francesca Zamborlini                                                 | Andrea Accardi          |
| 31  | 2017 | L’uomo e la bestia                                                      | Giancarlo Marzano                                               | Andrea Chella                                                        | Andrea Accardi          |
| 32  | 2018 | Io ti salverò                                                           | Gabriella Contu                                                 | Giampiero Casertano                                                  | Andrea Accardi          |
| 32  | 2018 | Orrore dal profondo                                                     | Andrea Artusi, Ivo Lombardo                                     | Luca Dell'Uomo                                                       | Andrea Accardi          |
| 32  | 2018 | Libri di sangue                                                         | Fabrizio Accatino                                               | Piero Dall'Agnol, Silvia Corbetta                                    | Andrea Accardi          |
| 33  | 2018 | Final cut                                                               | Rita Porretto & Silvia Mericone                                 | Giuseppe Montanari, Stefano Santoro                                  | Andrea Accardi          |
| 33  | 2018 | Horror Express                                                          | Gigi Simeoni                                                    | Montanari & Grassani                                                 | Andrea Accardi          |
| 33  | 2018 | Il feroce desiderio                                                     | Bruno Enna                                                      | Montanari & Grassani                                                 | Andrea Accardi          |
| 34  | 2018 | Finché vita non vi separi                                               | Giovanni Di Gregorio                                            | Luigi Piccatto, Giulia Massaglia, Fabio Piccatto, Matteo Santaniello | Andrea Accardi          |
| 34  | 2018 | Il Club dei Suicidi                                                     | Michele Monteleone                                              | Riccardo Torti                                                       | Andrea Accardi          |
| 34  | 2018 | Musica per corpi freddi                                                 | Gigi Simeoni                                                    | Alessandro Giordano                                                  | Andrea Accardi          |
| 35  | 2019 | Tutto è perduto                                                         | Rita Porretto & Silvia Mericone                                 | Davide Furnò                                                         | Gianluca e Raul Cestaro |
| 35  | 2019 | Matrioska                                                               | Bruno Enna                                                      | Luca Dell'Uomo                                                       | Gianluca e Raul Cestaro |
| 35  | 2019 | Sotto la montagna                                                       | Giuseppe De Nardo                                               | Piero Dall'Agnol, Luigi Siniscalchi                                  | Gianluca e Raul Cestaro |
| 36  | 2019 | Sottosopra                                                              | Paola Barbato                                                   | Montanari & Grassani                                                 | Gianluca e Raul Cestaro |
| 36  | 2019 | Grande distruzione organizzata                                          | Andrea Cavaletto                                                | Montanari & Grassani                                                 | Gianluca e Raul Cestaro |
| 36  | 2019 | Sandheaven                                                              | Giovanni Masi                                                   | Montanari & Grassani e Cesare Valeri                                 | Gianluca e Raul Cestaro |
| 37  | 2019 | Halloween a Northwood                                                   | Giovanni Eccher                                                 | Fabrizio Des Dorides                                                 | Gianluca e Raul Cestaro |
| 37  | 2019 | Il nuovo mondo                                                          | Riccardo Secchi                                                 | Giulio Camagni                                                       | Gianluca e Raul Cestaro |
| 37  | 2019 | Ti amo, Dylan                                                           | Rita Porretto & Silvia Mericone                                 | Paolo Armitano                                                       | Gianluca e Raul Cestaro |
| 38  | 2020 | Le stelle bruciano                                                      | Bruno Enna                                                      | Giovanni Freghieri                                                   | Gianluca e Raul Cestaro |
| 38  | 2020 | Grosso guaio a Limehouse                                                | Giovanni Eccher                                                 | Emiliano Tanzillo                                                    | Gianluca e Raul Cestaro |
| 38  | 2020 | La casa che piange                                                      | Giancarlo Marzano                                               | Luigi Piccatto, Renato Riccio, Matteo Santaniello                    | Gianluca e Raul Cestaro |

### Dylan Dog: OldBoy
| Nr. | Anno | Titolo                          | Soggetto e Sceneggiatura            | Disegni | Copertina                            |
| --- | ---- | ------------------------------- | ----------------------------------- | --- | ------------------------------------ |
| 1   | 2020 | Il migliore dei mondi possibili | Gabriella Contu                     | Montanari & Grassani                                                                                       | Gianluca e Raul Cestaro              |
| 1   | 2020 | La solitudine del serpente      | Barbara Baraldi                     | Montanari & Grassani                                                                                       | Gianluca e Raul Cestaro              |
| 2   | 2020 | Cuore cattivo                   | Rita Porretto & Silvia Mericone     | Valerio Piccioni e Maurizio Di Vincenzo                                                                    | Gianluca e Raul Cestaro              |
| 2   | 2020 | Green World                     | Riccardo Secchi                     | Paolo Bacilieri                                                                                            | Gianluca e Raul Cestaro              |
| 3   | 2020 | L'isola del male                | Gigi Simeoni                        | Gigi Simeoni                                                                                               | Gianluca e Raul Cestaro              |
| 3   | 2020 | Il nemico geniale               | Giancarlo Marzano                   | Giulio Camagni                                                                                             | Gianluca e Raul Cestaro              |
| 4   | 2020 | Il Natale infinito              | Alberto Ostini                      | Luigi Piccatto, Renato Riccio, Matteo Santaniello                                                          | Gianluca e Raul Cestaro              |
| 4   | 2020 | Per pagare e per morire         | Tito Faraci                         | Sergio Gerasi                                                                                              | Gianluca e Raul Cestaro              |
| 5   | 2021 | Il giornale dei misteri         | Giuseppe De Nardo                   | Luigi Siniscalchi, Sergio Algozzino                                                                        | Gianluca e Raul Cestaro              |
| 5   | 2021 | Casanova                        | Luigi Mignacco                      | Maurizio Di Vincenzo                                                                                       | Gianluca e Raul Cestaro              |
| 6   | 2021 | Gli esorcisti                   | Giancarlo Marzano                   | Corrado Roi                                                                                                | Gianluca e Raul Cestaro              |
| 6   | 2021 | Il mondo capovolto              | Giovanni Di Gregorio                | Nicola Mari                                                                                                | Gianluca e Raul Cestaro              |
| 7   | 2021 | Quando il mostro è in vacanza   | Gabriella Contu                     | Montanari & Grassani                                                                                       | Gianluca e Raul Cestaro              |
| 7   | 2021 | Voci dal fondo                  | Bruno Enna                          | Montanari & Grassani, Patrizia Mandanici                                                                   | Gianluca e Raul Cestaro              |
| 8   | 2021 | Buongiorno tenebra              | Barbara Baraldi                     | Nicola Mari                                                                                                | Gianluca e Raul Cestaro              |
| 8   | 2021 | Gli orrori di Dunwich           | Andrea Cavaletto                    | Roberto Rinaldi                                                                                            | Gianluca e Raul Cestaro              |
| 9   | 2021 | I figli dell'illusione          | Paola Barbato                       | Gianluca Acciarino                                                                                         | Gianluca e Raul Cestaro              |
| 9   | 2021 | Lei abita ancora qui            | Gigi Simeoni                        | Gigi Simeoni                                                                                               | Gianluca e Raul Cestaro              |
| 10  | 2021 | Incubi imperfetti               | Carlo Ambrosini                     | Carlo Ambrosini                                                                                            | Paolo Bacilieri e Giuseppe Montanari |
| 10  | 2021 | Rosso Natale                    | Alberto Ostini                      | Paolo Bacilieri                                                                                            | Paolo Bacilieri e Giuseppe Montanari |
| 11  | 2022 | Le pareti del cervello          | Rita Porretto & Silvia Mericone     | Valerio Piccioni e Maurizio Di Vincenzo                                                                    | Paolo Bacilieri e Giuseppe Montanari |
| 11  | 2022 | Il mostro dentro                | Giovanni Eccher                     | Luigi Piccatto, Renato Riccio, Matteo Santaniello                                                          | Paolo Bacilieri e Giuseppe Montanari |
| 12  | 2022 | L’invasione degli ultraschermi  | Luca Vanzella                       | Giulio Camagni                                                                                             | Paolo Bacilieri e Giuseppe Montanari |
| 12  | 2022 | Dr. Groucho e Mr. Dylan         | Luigi Mignacco                      | Sergio Algozzino, Marco Nizzoli, Fabrizio De Tommaso, Francesco Cattani, Vincenzo Filosa, Cammello, Luciop | Paolo Bacilieri e Giuseppe Montanari |
| 13  | 2022 | Il morso del cobra              | Alberto Ostini                      | Francesco Ripoli                                                                                           | Paolo Bacilieri e Giuseppe Montanari |
| 13  | 2022 | Cortesie per le vittime         | Giovanni Di Gregorio                | Montanari & Grassani                                                                                       | Paolo Bacilieri e Giuseppe Montanari |
| 14  | 2022 | Il posto delle ombre            | Bruno Enna                          | Montanari & Grassani                                                                                       | Paolo Bacilieri e Giuseppe Montanari |
| 14  | 2022 | La gabbia ipnotica              | Giovanni Boninsegni e Paola Barbato | Roberto Rinaldi                                                                                            | Paolo Bacilieri e Giuseppe Montanari |
| 15  | 2022 | Malestorie                      | Barbara Baraldi                     | Gianluca Acciarino                                                                                         | Paolo Bacilieri e Giuseppe Montanari |
| 15  | 2022 | Il demone sciacallo             | Bruno Enna                          | Luigi Piccatto                                                                                             | Paolo Bacilieri e Giuseppe Montanari |
| 16  | 2022 | Natale con l'Orco               | Gabriella Contu                     | Riccardo Torti                                                                                             | Paolo Bacilieri e Giuseppe Montanari |
| 16  | 2022 | Facce e maschere                | Alessandro Russo                    | Piero Dall'Agnol e Luigi Siniscalchi                                                                       | Paolo Bacilieri e Giuseppe Montanari |
| 17  | 2023 | Psycho Party                    | Tito Faraci                         | Andrea Chella e Sergio Algozzino                                                                           | Paolo Bacilieri e Giuseppe Montanari |
| 17  | 2023 | Fatti a pezzi                   | Tito Faraci                         | Giorgio Pontrelli e Sergio Algozzino                                                                       | Paolo Bacilieri e Giuseppe Montanari |
| 18  | 2023 | Terre desolate                  | Andrea Cavaletto                    | Giovanni Freghieri                                                                                         | Paolo Bacilieri e Giuseppe Montanari |
| 18  | 2023 | Il diavolo in paradiso          | Alessandro Russo                    | Paolo Bacilieri                                                                                            | Paolo Bacilieri e Giuseppe Montanari |
| 19  | 2023 | Tempesta a Mentmore House       | Barbara Baraldi                     | Montanari & Grassani                                                                                       | Paolo Bacilieri e Giuseppe Montanari |
| 19  | 2023 | Il numero imperfetto            | Luigi Mignacco                      | Montanari & Grassani                                                                                       | Paolo Bacilieri e Giuseppe Montanari |
| 20  | 2023 | A occhi chiusi                  | Bruno Enna                          | Marco Nizzoli                                                                                              | Paolo Bacilieri e Giuseppe Montanari |
| 20  | 2023 | I ragazzi selvaggi              | Barbara Baraldi                     | Gianluca Acciarino                                                                                         | Paolo Bacilieri e Giuseppe Montanari |
| 21  | 2023 | Uomini o mostri?                | Alessandro Russo                    | Alessandro Nespolino                                                                                       | Paolo Bacilieri e Giuseppe Montanari |
| 21  | 2023 | I supplizianti                  | Carlo Ambrosini                     | Giulio Camagni                                                                                             | Paolo Bacilieri e Giuseppe Montanari |
| 22  | 2023 | Horror Education                | Gigi Simeoni                        | Marco Soldi                                                                                                | Marco Nizzoli                        |
| 22  | 2023 | Incubo di Natale                | Stefano Fantelli                    | Piero Dall'Agnol e Giorgio Pontrelli                                                                       | Marco Nizzoli                        |
| 23  | 2024 | Una donna reale?                | Andrea Cavaletto                    | Antonio Marinetti                                                                                          | Marco Nizzoli                        |
| 23  | 2024 | Al di là delle stelle           | Davide Rigamonti                    | Luigi Piccatto e Renato Riccio                                                                             | Marco Nizzoli                        |
| 24  | 2024 | Anime mutanti                   | Carlo Ambrosini                     | Carlo Ambrosini                                                                                            | Marco Nizzoli                        |
| 24  | 2024 | Il dilemma dell'aragosta        | Alessandro Russo                    | Andrea Fattori                                                                                             | Marco Nizzoli                        |
| 25  | 2024 | In corpore sano                 | Giovanni Eccher                     | Montanari & Grassani                                                                                       | Marco Nizzoli                        |
| 25  | 2024 | Il re del nulla                 | Luca Vanzella                       | Luca Genovese                                                                                              | Marco Nizzoli                        |
| 26  | 2024 | Ciak, si uccide!                | Giuseppe De Nardo                   | Luigi Siniscalchi                                                                                          | Marco Nizzoli                        |
| 27  | 2024 | Quel che resta di Barry         | Gigi Simeoni                        | Gigi Simeoni                                                                                               | Marco Nizzoli                        |
| 27  | 2024 | Un orrore come tanti            | Luca Vanzella                       | Paolo Bacilieri                                                                                            | Marco Nizzoli                        |
| 28  | 2024 | Fino all'ultimo respiro         | Rita Porretto & Silvia Mericone     | Valerio Piccioni e Maurizio Di Vincenzo                                                                    | Marco Nizzoli                        |
| 28  | 2024 | L'inverno della ragione         | Alberto Ostini                      | Piero Dall'Agnol e Renato Riccio                                                                           | Marco Nizzoli                        |
| 29  | 2025 | Il male necessario              | Davide Piccatto, Andrea Cavaletto   | Francesco Ripoli                                                                                           | Marco Nizzoli                        |
| 29  | 2025 | L'onda Theta                    | Luigi Mignacco                      | Riccardo Torti                                                                                             | Marco Nizzoli                        |